# 디스플레이 해상도 표준

다양한 디스플레이 해상도의 화소 수를 보여주는 차트

디스플레이 해상도 표준(Display resolution standards)은 화소 단위로 측정되는 전자시각표시장치의 일반적으로 사용되는 너비 및 높이 차원 (디스플레이 해상도)이다. 이 정보는 컴퓨터 모니터와 같은 전자 장치에 사용된다. 특정 너비와 높이의 조합은 표준화되어 있으며 (예: VESA) 일반적으로 치수를 설명하는 이름과 두문자어가 부여된다.
그래픽 디스플레이 해상도는 화면 재생 빈도 및 색 깊이와 같은 추가 사양을 일반적으로 포함하는 디스플레이 모드 또는 비디오 모드라고도 알려져 있다.
해상도 자체는 화면에 표시될 수 있는 고유 화소의 수만을 나타내며, 이는 이미지의 선명도와 명확성에 영향을 미친다. 이는 디스플레이 장치 유형, 신호 형식, 가로세로비 및 화면 재생 빈도와 같은 다양한 요인에 의해 제어될 수 있다.
일부 그래픽 디스플레이 해상도는 단일 숫자로 자주 참조되며 (예: "1080p" 또는 "4K"에서), 이는 가로 또는 세로 화소 수를 나타낸다. 더 일반적으로, 모든 해상도는 곱셈 기호로 구분된 두 개의 숫자 (예: "1920×1080")로 표현될 수 있으며, 이는 화소 단위의 너비와 높이를 나타낸다. 대부분의 화면은 인간의 시야를 수용하기 위해 가로 형식으로 되어 있으므로, 너비 (열)의 첫 번째 숫자가 높이 (선)의 두 번째 숫자보다 크며, 이는 주로 또는 심지어 독점적으로 세로 방향으로 사용되는 휴대용 장치에서도 일반적으로 해당된다.
그래픽 디스플레이 해상도는 디스플레이의 너비와 높이 비율인 가로세로비에 영향을 받는다. 가로세로비는 이미지가 화면에 맞게 어떻게 확대되고 늘어나거나 잘리는지를 결정한다. 그래픽 디스플레이에서 가장 일반적인 가로세로비는 4:3, 16:10 (8:5와 동일), 16:9, 21:9이다. 가로세로비는 또한 화면에 있는 객체의 인식되는 크기에도 영향을 미친다.
그래픽 디스플레이의 물리적 치수와 함께 기본 화면 해상도는 화소 밀도를 계산하는 데 사용될 수 있다. 화소 밀도가 증가하면 종종 디스플레이에서 개별 화소의 크기가 감소하는 것과 관련된다.
일부 그래픽 디스플레이는 여러 해상도와 가로세로비를 지원하며, 이는 사용자 또는 소프트웨어에 의해 변경될 수 있다. 특히, 일부 장치는 더 미세한 세부 사항을 표시하기 위해 권장 소프트웨어/가상 해상도의 간단한 배수인 하드웨어/기본 해상도를 사용한다. 이에 대한 마케팅 용어에는 "레티나 디스플레이"가 포함된다.

## 디스플레이 해상도 표준 표
| 높이 (px) | 너비 (px) 및 표준 분류 (사용 가능한 경우) | 너비 (px) 및 표준 분류 (사용 가능한 경우) | 너비 (px) 및 표준 분류 (사용 가능한 경우) | 너비 (px) 및 표준 분류 (사용 가능한 경우) | 너비 (px) 및 표준 분류 (사용 가능한 경우) | 너비 (px) 및 표준 분류 (사용 가능한 경우) | 너비 (px) 및 표준 분류 (사용 가능한 경우) | 너비 (px) 및 표준 분류 (사용 가능한 경우)     | 너비 (px) 및 표준 분류 (사용 가능한 경우)       | 너비 (px) 및 표준 분류 (사용 가능한 경우) |
| 높이 (px) | 전체                                      | 전체                                      | 와이드                                    | 와이드                                    | 와이드                                    | 와이드                                    | 와이드                                    | 울트라 와이드                                 | 울트라 와이드                                   |                                           |
| 높이 (px) | 5∶4 (1.25)                                | 4∶3 (1.3)                                 | 3∶2 (1.5)                                 | 16∶10 (1.6 ≈ φ)                           | 15∶9 (1.6)                                | 16∶9 (1.775–1.81)                         | 17∶9 (1.8)                                | 18∶9 (2.0–2.2)                                | 21∶9 (2.3–2.4)                                  |                                           |
| --------- | ----------------------------------------- | ----------------------------------------- | ----------------------------------------- | ----------------------------------------- | ----------------------------------------- | ----------------------------------------- | ----------------------------------------- | --------------------------------------------- | ----------------------------------------------- | ----------------------------------------- |
| 120       |                                           | 160 QQVGA                                 |                                           |                                           |                                           |                                           |                                           |                                               |                                                 |                                           |
| 144       |                                           | 192                                       |                                           |                                           |                                           |                                           |                                           |                                               |                                                 |                                           |
| 160       |                                           |                                           | 240 HQVGA                                 |                                           |                                           |                                           |                                           |                                               |                                                 |                                           |
| 240       |                                           | 320 QVGA                                  | 360 WQVGA                                 | 384 WQVGA                                 | 400 WQVGA                                 | 432 FWQVGA (9∶5)                          |                                           |                                               |                                                 |                                           |
| 320       |                                           |                                           | 480 HVGA                                  |                                           |                                           |                                           |                                           |                                               |                                                 |                                           |
| 480       |                                           | 640 VGA                                   | 720 WVGA                                  | 768 WVGA                                  | 800 WVGA                                  | 848, 854 FWVGA                            |                                           | 960 FWVGA                                     |                                                 |                                           |
| 540       |                                           |                                           |                                           |                                           |                                           | 960 qHD                                   |                                           |                                               |                                                 |                                           |
| 576       |                                           | 768 PAL                                   |                                           |                                           |                                           | 1024 WSVGA                                |                                           |                                               |                                                 |                                           |
| 600       |                                           | 800 SVGA                                  |                                           |                                           | 1024 WSVGA (≈ 17∶10)                      | 1024 WSVGA (≈ 17∶10)                      |                                           |                                               |                                                 |                                           |
| 640       |                                           |                                           | 960 DVGA                                  |                                           |                                           | 1136                                      |                                           |                                               |                                                 |                                           |
| 720       |                                           | 960                                       |                                           |                                           |                                           | 1280 HD                                   |                                           | 1440                                          |                                                 |                                           |
| 768       |                                           | 1024 XGA                                  | 1152 WXGA                                 |                                           | 1280 WXGA                                 | 1360, 1366 (F)WXGA                        |                                           |                                               |                                                 |                                           |
| 800       |                                           |                                           |                                           | 1280 WXGA                                 |                                           |                                           |                                           |                                               |                                                 |                                           |
| 864       |                                           | 1152 XGA+                                 | 1280 WXGA+                                |                                           | 1440                                      | 1536                                      |                                           |                                               |                                                 |                                           |
| 900       |                                           |                                           |                                           | 1440 WXGA+                                |                                           | 1600 HD+                                  |                                           |                                               |                                                 |                                           |
| 960       |                                           | 1280 SXGA−                                | 1440 FWXGA+                               |                                           |                                           |                                           |                                           |                                               |                                                 |                                           |
| 1024      | 1280 SXGA                                 |                                           | 1536 DXGA                                 | 1600 WSXGA (25∶16)                        |                                           |                                           |                                           |                                               |                                                 |                                           |
| 1050      |                                           | 1400 SXGA+                                |                                           | 1680 WSXGA+                               |                                           |                                           |                                           |                                               |                                                 |                                           |
| 1080      | 1280 (32∶27)                              | 1440                                      |                                           |                                           |                                           | 1920 (F)HD / 2K                           |                                           | 2160, 2280 (19∶9), 2340 (19.5∶9), 2400 (20∶9) | 2520, 2560 UWFHD                                |                                           |
| 1152      |                                           |                                           |                                           |                                           |                                           | 2048 QWXGA                                |                                           |                                               |                                                 |                                           |
| 1200      |                                           | 1600 UXGA                                 | 1800                                      | 1920 WUXGA                                | 2000                                      |                                           |                                           |                                               |                                                 |                                           |
| 1280      |                                           |                                           | 1920                                      | 2048                                      |                                           |                                           |                                           |                                               |                                                 |                                           |
| 1440      |                                           |                                           | 2160 FHD+                                 |                                           |                                           | 2560 (W)QHD                               |                                           | 2880, 2960 (18.5∶9), 3040 (19∶9)              | 3120 (19.5∶9), 3200 (20∶9), 3440 UWQHD (21.5∶9) |                                           |
| 1536      |                                           | 2048 QXGA                                 |                                           |                                           |                                           |                                           |                                           |                                               |                                                 |                                           |
| 1600      |                                           |                                           |                                           | 2560 WQXGA                                |                                           |                                           |                                           |                                               | 3840 UW4K (21.5:9)                              |                                           |
| 1620      |                                           |                                           |                                           |                                           |                                           | 2880 3K                                   |                                           |                                               |                                                 |                                           |
| 1800      |                                           |                                           |                                           | 2880 WQXGA+                               |                                           | 3200 QHD+                                 |                                           |                                               |                                                 |                                           |
| 1920      |                                           |                                           |                                           |                                           |                                           |                                           |                                           |                                               |                                                 |                                           |
| 2048      | 2560 QSXGA                                |                                           | 3200 WQSXGA (25∶16)                       | 3200 WQSXGA (25∶16)                       |                                           |                                           |                                           |                                               |                                                 |                                           |
| 2100      |                                           | 2800 QSXGA+                               |                                           |                                           |                                           |                                           |                                           |                                               |                                                 |                                           |
| 2160      |                                           |                                           |                                           |                                           |                                           | 3840 4K UHD                               | 4096 4K DCI                               |                                               |                                                 |                                           |
| 2400      |                                           | 3200 QUXGA                                |                                           | 3840 WQUXGA                               |                                           |                                           |                                           |                                               |                                                 |                                           |
| 2560      |                                           |                                           |                                           |                                           |                                           |                                           |                                           |                                               |                                                 |                                           |
| 2880      |                                           |                                           |                                           |                                           |                                           | 5120 5K                                   |                                           |                                               |                                                 |                                           |
| 3072      |                                           |                                           |                                           |                                           |                                           |                                           |                                           |                                               |                                                 |                                           |
| 3456      |                                           |                                           |                                           |                                           |                                           |                                           |                                           |                                               |                                                 |                                           |
| 4320      |                                           |                                           |                                           |                                           |                                           | 7680 8K UHD                               |                                           |                                               | 10240 10K                                       |                                           |
|           | 전체                                      | 전체                                      | 와이드                                    | 와이드                                    | 와이드                                    | 와이드                                    | 와이드                                    | 울트라 와이드                                 | 울트라 와이드                                   |                                           |

## 가로세로비

다양한 디스플레이 표준 비교. 인쇄 가능한 버전은 여기에서 사용할 수 있다.

대량 생산 시장 디스플레이 산업 생산 제품에서 선호되는 가로세로비는 4:3에서 16:10으로, 그 다음 16:9로 점진적으로 변했고, 이제 스마트폰의 경우 18:9로 바뀌었다. 4:3 가로세로비는 일반적으로 구형 제품, 특히 음극선관 (CRT) 시대를 반영한다. 16:10 가로세로비는 1995년부터 2010년까지 가장 많이 사용되었고, 16:9 가로세로비는 2010년 이후 대량 생산 시장 컴퓨터 모니터, 노트북 및 엔터테인먼트 제품 디스플레이를 반영하는 경향이 있다. CRT에서는 종종 컴퓨터 해상도의 가로세로비와 디스플레이의 가로세로비 사이에 차이가 있어 비정사각형 화소가 발생했다 (예: 4:3 디스플레이의 320 × 200 또는 1280 × 1024).
4:3 가로세로비는 이전 텔레비전 음극선관(CRT) 디스플레이에서 일반적이었으며, 이는 더 넓은 가로세로비에 쉽게 적응할 수 없었다. 2000년경에 품질 좋은 대체 기술(즉, 액정 디스플레이 (LCD) 및 플라스마 디스플레이)이 더 널리 사용 가능하고 비용이 저렴해지자, 일반적인 컴퓨터 디스플레이 및 엔터테인먼트 제품은 더 넓은 가로세로비로 이동했으며, 처음에는 16:10 비율로 전환했다. 16:10 비율은 이전의 4:3 가로세로비 방송 TV 쇼를 일부 보여주면서도 와이드스크린 영화를 더 잘 볼 수 있도록 했다. 그러나 2005년경부터 홈 엔터테인먼트 디스플레이(즉, TV 세트)는 와이드스크린 영화 시청을 더욱 개선하기 위해 16:10에서 16:9 가로세로비로 점진적으로 이동했다. 2007년경에는 사실상 모든 대량 생산 엔터테인먼트 디스플레이가 16:9였다. 2011년에는 블루레이의 기본 해상도인 1920 × 1080 (풀 HD)이 가장 많이 마케팅되는 엔터테인먼트 시장 디스플레이에서 선호되는 해상도였다. 다음 표준인 3840 × 2160 (4K UHD)은 2013년에 처음 판매되었다.
또한 2013년에는 2560 × 1080 (가로세로비 64:27 또는 2.370, 그러나 16:9와 쉽게 비교하기 위해 일반적으로 "21:9"라고 함)의 디스플레이가 등장했으며, 이는 일반적인 시네마스코프 영화 표준 가로세로비인 2.35–2.40에 근접한다. 2014년에는 화소 크기가 3440 × 1440 (실제 가로세로비 43:18 또는 2.38)인 "21:9" 화면도 출시되었다.
컴퓨터 디스플레이 산업은 엔터테인먼트 산업보다 16:10 가로세로비를 더 오래 유지했지만, 2005-2010년 기간 동안 컴퓨터는 전통적인 컴퓨터 응용 프로그램뿐만 아니라 엔터테인먼트 콘텐츠 시청 수단으로도 이중 용도 제품으로 점점 더 많이 판매되었다. 이 기간 동안, 애플을 제외하고는 거의 모든 데스크톱, 노트북 및 디스플레이 제조업체가 점진적으로 16:9 가로세로비 디스플레이만 홍보하기 시작했다. 2011년에는 16:10 가로세로비가 윈도우 노트북 디스플레이 시장에서 사실상 사라졌다 (물론 15인치 맥북 프로의 2880 × 1800 레티나 디스플레이와 13인치 레티나 맥북 프로의 2560 × 1600 레티나 디스플레이를 포함한 맥 노트북은 여전히 대부분 16:10이다). 이러한 전환의 한 결과는 사용 가능한 최고 해상도가 일반적으로 아래로 이동했다는 것이다 (즉, 1920 × 1200 노트북 디스플레이에서 1920 × 1080 디스플레이로 이동).
사무실/전문 응용 프로그램에서 현재 일반적인 16:9 디스플레이의 사용성 결함에 대응하여 마이크로소프트와 화웨이는 3:2 가로세로비 노트북을 제공하기 시작했다. 2021년에는 화웨이도 전문 용도를 겨냥한 이 가로세로비의 모니터 디스플레이를 제공한다.

## 고선명
| 이름   | 이름 | H (px) | V (px) | H:V  | H × V (Mpx) | VESA     |
| ------ | ---- | ------ | ------ | ---- | ----------- | -------- |
| qHD    |      | 960    | 540    | 16:9 | 0.518       | 0.52M9   |
| HD     |      | 1280   | 720    | 16:9 | 0.922       | 0.92M9   |
| HD+    |      | 1600   | 900    | 16:9 | 1.440       | 1.44M9   |
| FHD    | 2K   | 1920   | 1080   | 16:9 | 2.074       | 2.07M9   |
| (W)QHD |      | 2560   | 1440   | 16:9 | 3.686       | 3.69M9   |
| QHD+   |      | 3200   | 1800   | 16:9 | 5.760       | 5.76M9   |
| UHD    | 4K   | 3840   | 2160   | 16:9 | 8.294       | 8.29M9   |
|        | 5K   | 5120   | 2880   | 16:9 | 14.746      | 14.75M9  |
| UHD    | 8K   | 7680   | 4320   | 16:9 | 33.178      | 33.18M9  |
|        | 16K  | 15360  | 8640   | 16:9 | 132.710     | 132.71M9 |

모든 표준 HD 해상도는 16∶9 가로세로비를 공유하지만, 각각 4∶3 및 64∶27과 같이 더 작거나 큰 비율을 가진 파생 해상도도 존재한다. 더 좁은 해상도 대부분은 동영상 표시가 아닌 저장에만 사용되는 반면, 더 넓은 해상도는 종종 물리적 디스플레이로 제공된다. 예를 들어, 유튜브는 사용자에게 240, 360, 480(SD), 720, 1080(HD), 1440, 2160(4K) 또는 4320(8K) 라인의 16:9 형식으로 동영상을 업로드하도록 권장한다.
원래 이들 해상도의 이름은 모두 접두사 "HD"를 승수와 함께 사용하고, 중간 또는 더 높은 형식에는 "+" 접미사를 붙였지만, 더 새로운 큰 형식은 수평 해상도의 수천 화소를 나타내는 "K" 표기법과 함께 사용되는 경향이 있다. 그러나 "8K" 대신 "8K UHD"와 같이 "HD"를 포함하는 시스템 한정자로 모호성을 해소할 수도 있다.

### 960 × 540(qHD)
참고: qHD는 quarter HD; QHD는 quad HD
qHD는 16:9 가로세로비에서 풀 HD (1080p) 프레임의 정확히 1/4인 960 × 540 화소의 디스플레이 해상도이다. 특히, "qFHD"도 아니며, "HD" 해상도 (720p)의 1/4인 640 × 360도 아니다.
2005년경부터 이 해상도를 기본 해상도로 사용한 몇 안 되는 탁상 TV 중 일부는 소니 XEL-1과 샤프 아쿠오스 P50이었다. 샤프는 이 해상도를 갖춘 ED TV 세트를 PAL 최적으로 마케팅했다.
DVGA와 유사하게, 이 해상도는 2011년 초 고급 스마트폰 디스플레이에 인기를 얻었다. 욜라, 소니 엑스페리아 C, HTC 센세이션, 모토로라 드로이드 RAZR, LG 옵티머스 L9, 마이크로소프트 루미아 535, 삼성 갤럭시 S4 미니를 포함한 휴대폰과 플레이스테이션 비타 휴대용 게임 시스템은 qHD 해상도 디스플레이를 가지고 있다.

### 1280 × 720(HD)
1280 × 720 화소의 HD 또는 720p 해상도는 원래 초당 50 또는 60 프레임을 사용했던 고선명 텔레비전 (HDTV)에서 유래했다. 16:9 가로세로비로, NTSC와 가로세로비 및 480 라인 수를 공유하는 4:3 VGA (640 × 480)의 너비의 정확히 2배, 높이의 1⁠1/2⁠배이다. 따라서 HD는 VGA보다 정확히 3배 많은 화소를 가지며, 즉 거의 1 메가픽셀이다.
2000년대 중반, 디지털 HD 기술과 표준이 시장에 출시될 때, 이러한 유형의 해상도는 종종 "HD 레디" 또는 줄여서 "HDr"라는 브랜드 이름으로 불렸는데, 이는 장치가 인증을 받기 위한 최소 해상도로 지정되었다. 그러나 이 해상도를 기본으로 사용하는 화면은 거의 만들어지지 않았다. 대부분은 대신 768 라인의 16:9 패널을 사용했다 (WXGA). 이는 라인당 화소 수가 홀수가 되는 결과를 초래했으며, 즉 1365⁠1/3⁠는 1360, 1364, 1366 또는 심지어 16의 다음 배수인 1376으로 반올림되었다.

### 1600 × 900(HD+)
16:9 가로세로비의 1600 × 900 화소 HD+ 해상도는 종종 "900p"라고 불린다.

### 1920 × 1080(FHD)
FHD (Full HD)는 1080p 및 1080i HDTV 동영상 형식에서 사용되는 1920 × 1080 해상도이다. 16:9 가로세로비를 가지며 총 2,073,600 화소를 가지고 있어 약 2 메가픽셀에 가깝다. 720p HD (1280 × 720)보다 각 차원에서 정확히 50% 더 커서 총 2.25배 더 많은 화소를 가진다. 비월 주사를 사용할 때, 압축되지 않은 대역폭 요구 사항은 동일한 필드 레이트의 720p와 유사하다 (1080i 동영상의 한 필드는 1,036,800 화소이고 720p 동영상의 한 프레임은 921,600 화소이므로 12.5% 증가). 1080p와 1080i의 화소 수는 동일하지만, 인터라인 트위터와 같은 시간적 아티팩트를 줄이기 위해 일부 수직 저주파 통과 필터링을 사용해야 하므로 비월 주사 형식의 유효 해상도는 다소 낮다.
이 해상도는 종종 단순히 HD라고도 불리는데, 이는 일반적인 기준인 1920 × 1080의 절반 크기인 qHD (quarter)와 같은 파생 용어에서 분명하게 드러난다. 반면 QHD (quadruple)는 대신 1280 × 720의 두 배 크기이다.
더 높은 해상도와 관련하여 1920 × 1080은 수평 해상도가 약 2000 화소이므로 2K라고도 불린다.
수직 방향에서 1920 × 1080의 다음으로 큰 해상도는 1920 × 1200 (16:10)으로, 일부 제조업체에서는 이를 FHD+라고 부르지만, 다른 곳에서는 1600 × 1200 UXGA의 더 넓은 변형인 WUXGA로 알려져 있다.

### 2048 × 1080(DCI 2K)
DCI 2K는 2K 비디오 프로젝션을 위해 디지털 시네마 이니셔티브 컨소시엄이 2005년에 제정한 표준화된 형식이다. 이 형식은 2048 × 1080 (2.2 메가픽셀)의 해상도를 가지며, 256∶135 (1.8962) 또는 대략 "17∶9"의 가로세로비를 가진다. 이는 DCI 호환 2K 디지털 프로젝터의 기본 해상도이다. 이 해상도를 가진 활성 디스플레이는 드물다. 디스플레이의 가로세로비는 종종 기본 해상도보다 넓어서 비정사각형 화소가 필요하다.

### 2560 × 1080(UWFHD)
2560 × 1080 해상도는 풀 HD (1920 × 1080)를 너비가 1/3 확장된 것과 동일하며, 21:9 (2.370, 또는 21.3:9)의 가로세로비를 가진다. 이 해상도의 모니터는 일반적으로 화면을 두 개의 1280 × 1080 화면으로 분할하는 내장 펌웨어를 포함한다.
일반적인 16∶9와 울트라 와이드 64∶27 사이에 가로세로비를 가진 1080 라인의 비표준 디스플레이 해상도도 있다. 예를 들어, 18∶9, 18.5∶9, 19∶9, 19.5∶9 등이 있다. 이들 대부분은 스마트폰이나 패블릿에 사용되며 정립된 이름은 없지만, 울트라 와이드 (풀) HD라는 포괄적인 용어 아래 포함될 수 있다.

### 2560 × 1440(QHD)
참고: qHD는 quarter HD; QHD는 quad HD
QHD (Quad HD) 또는 1440p는 2560 × 1440 화소의 디스플레이 해상도이다. "QHD"라는 이름은 HD (720p)보다 4배 많은 화소를 가지고 있다는 사실을 반영한다. 또한 "WQHD"라고도 불리는데, W는 기술적으로 불필요하지만 (HD 해상도는 모두 와이드스크린이므로), QHD와 qHD (960 × 540)의 구별을 강조한다.
이 해상도는 1980년대 후반 ATSC에서 표준 HDTV 형식으로 고려되었다. 왜냐하면 SDTV NTSC 텔레비전 신호의 높이의 정확히 3배이며 더 넓은 가로세로비를 가졌기 때문이다. 실용적인 기술적 제약으로 인해 그들은 대신 현재 잘 알려진 1280 × 720 (1.5배 NTSC/VGA 높이) 및 1920 × 1080 (PAL 높이 540 라인의 2배)의 16:9 형식을 선택했다.
2006년 10월, 치메이 광전자 (CMO)는 2007년 2분기에 출시될 47인치 1440p LCD 패널을 발표했다. 이 패널은 오토스테레오스코픽 3차원 디스플레이의 형태로 FPD International 2008에서 데뷔할 예정이었다. 2013년 말 현재, 이 해상도를 가진 모니터가 더 흔해지고 있었다.
2010년 7월에 출시된 애플 시네마 디스플레이 모니터의 27인치 버전은 2560 × 1440의 기본 해상도를 가졌으며, 그 후속작인 27인치 애플 선더볼트 디스플레이도 마찬가지였다.
이 해상도는 휴대용 장치에도 사용된다. 2012년 9월, 삼성은 13인치 2560 × 1440 디스플레이를 장착한 시리즈 9 WQHD 노트북을 발표했다. 2013년 8월, LG는 5.5인치 QHD 스마트폰 디스플레이를 발표했으며, 이는 LG G3에 사용되었다. 2013년 10월 비보는 2560 × 1440 디스플레이를 장착한 스마트폰을 발표했다.
다른 휴대폰 제조업체는 2014년에 삼성의 갤럭시 노트 4와 구글, 모토로라의 넥서스 6 스마트폰과 같이 뒤따랐다. 2010년대 중반까지는 HTC 10, 루미아 950, 갤럭시 S6 및 S7과 같은 플래그십 휴대폰에서 흔한 해상도였다.

#### 5120 × 1440DQHD
32:9 가로세로비와 5120 × 1440 해상도를 가진 울트라 와이드 (곡면) 모니터는 줄여서 듀얼 QHD 또는 DQHD라고 불린다. 때로는 마케팅 목적으로 "슈퍼-울트라와이드"라고도 불린다.

### 3200 × 1800(QHD+)
3200 × 1800 해상도는 16:9 가로세로비를 가지며 1600 × 900 HD+ 해상도의 정확히 4배 많은 화소를 가진다. 따라서 "QHD+" (Quad HD+)라고 불린다. 일부 회사에서는 단순히 "QHD"라고도 불렸다.
이 해상도를 사용하는 것으로 발표된 첫 제품은 2013년 HP 엔비 14 터치스마트 울트라북과 13.3인치 삼성 아티브 Q였다.

### 3440 × 1440(UWQHD)
3440 × 1440 해상도는 QHD (2560 × 1440)를 너비가 34% 확장된 것과 동일하며, 가로세로비는 43:18 (2.38:1, 또는 21.5:9; 일반적으로 단순히 "21:9"로 마케팅됨)이다. 이 해상도를 지원하는 첫 번째 모니터는 34인치 LG 34UM95-P였다. 이 모니터는 2013년 12월 말 독일에서 처음 출시되었으며, 2014년 CES에서 공식 발표되었다.

### 3840 × 1080
3840 × 1080 해상도는 두 개의 풀 HD (1920 × 1080) 디스플레이를 나란히 놓거나 4K UHD (3840 × 2160) 디스플레이의 수직 절반과 동일하다. 32:9 (3.5:1) 가로세로비를 가지며, IMAX UltraWideScreen 3.6의 3.6:1 비율에 가깝다. 이 해상도의 삼성 모니터는 화면을 두 개의 1920 × 1080 화면으로, 또는 한 개의 2560 × 1080과 한 개의 1280 × 1080 화면으로 분할하는 내장 펌웨어를 포함한다.

### 3840 × 1600
3840 × 1600 해상도는 12:5 가로세로비, 즉 2.4 또는 21.6:9를 가지며, 일반적으로 단순히 "21:9"로 마케팅된다. WQXGA (2560 × 1600)를 너비가 50% 확장한 것과 동일하거나, 4K UHD (3840 × 2160)를 높이가 26% 감소한 것과 동일하다. 이 해상도는 와이드스크린 가로세로비로 수직으로 잘린 시네마틱 4K 콘텐츠에서 흔히 볼 수 있다. 이 해상도를 지원하는 첫 번째 모니터는 37.5인치 LG 38UC99-W였다. 다른 공급업체들도 델 U3818DW, HP Z38c, 에이서 XR382CQK와 같은 모델을 출시했다.
이 해상도는 UW4K, WQHD+, UWQHD+ 또는 QHD+라고 불려왔지만, 단일 이름에 대한 합의는 없다.

### 3840 × 2160(4K UHD)
4K UHD 또는 4K × 2K라고도 불리는 3840 × 2160 해상도는 16:9 가로세로비와 8,294,400 화소를 가진다. 풀 HD (1920 × 1080)의 각 차원에서 2배 크기로 총 4배 많은 화소를 가지며, HD (1280 × 720)의 각 차원에서 3배 크기로 총 9배 많은 화소를 가진다. 이는 HDTV 해상도의 최소 공배수이다.
3840 × 2160은 SMPTE ST 2036-1에서 정의된 UHDTV1 형식의 해상도와 ITU-R BT.2020에서 정의된 4K UHDTV 시스템 및 DVB의 UHD-1 방송 표준으로 선택되었다. 또한 CEA의 울트라 HD 디스플레이 정의를 위한 최소 해상도 요구 사항이다. 이러한 표준이 공개되기 전에는 때때로 "QFHD" (Quad Full HD)라고 불리기도 했다.
이 해상도를 지원하는 첫 상용 디스플레이에는 2008년 초 삼성에서 공개한 82인치 LCD TV, 2009년 10월에 발표된 소니 SRM-L560 56인치 LCD 레퍼런스 모니터, 2010년 중반 LG에서 시연한 84인치 디스플레이, 그리고 2010년 11월 이노룩스에서 출시한 의료용 27.84인치 158  PPI 4K IPS 모니터가 포함된다. 2011년 10월 도시바는 REGZA 55x3을 발표했으며, 이는 최초의 4K 안경 없는 3차원 TV라고 주장된다.
디스플레이포트는 버전 1.1에서 30 Hz의 3840 × 2160을 지원했으며, 버전 1.2 (2009년)에서는 최대 75 Hz, 버전 1.3 (2014년)에서는 120 Hz를 추가로 지원했다. 반면 HDMI는 버전 1.4 (2009년)에서 30 Hz의 3840 × 2160을 지원했으며 버전 2.0 (2013년)에서는 60 Hz를 지원했다.
DisplayPort 1.2에서 60 Hz의 4K 지원이 추가되었을 때, 단일 비디오 스트림에서 필요한 양의 데이터를 처리할 수 있는 DisplayPort 타이밍 컨트롤러 (TCON)가 존재하지 않았다. 결과적으로 2013년과 2014년 초의 첫 4K 모니터들, 예를 들어 샤프 PN-K321, 에이수스 PQ321Q, 델 UP2414Q 및 UP3214Q는 내부적으로 두 개의 1920 × 2160 모니터를 나란히 놓고 단일 디스플레이 대신 DisplayPort의 멀티 스트림 전송 (MST) 기능을 사용하여 각 절반에 대해 별도의 신호를 다중화하고 두 타이밍 컨트롤러 간에 데이터를 분할했다. 2014년에 새로운 타이밍 컨트롤러가 출시되었고, 2014년 중반 이후 에이수스 PB287Q와 같은 새로운 4K 모니터는 더 이상 MST 타일링 기술에 의존하지 않고 60 Hz에서 4K를 달성한다. 대신 표준 SST (Single-Stream Transport) 방식을 사용한다.
2015년 소니는 4K 디스플레이를 탑재한 최초의 스마트폰인 엑스페리아 Z5 프리미엄을 발표했으며, 2017년 소니는 4K HDR 디스플레이를 탑재한 최초의 스마트폰인 엑스페리아 XZ 프리미엄을 발표했다.

### 4096 × 2160(DCI 4K)
DCI 4K, 시네마 4K 또는 4K × 2K로 불리는 4096 × 2160은 디지털 시네마 이니셔티브 디지털 시네마 시스템 사양에서 정의된 4K 컨테이너 형식에서 사용되는 해상도로, 영화 산업에서 중요한 표준이다. 이 해상도는 256:135 (1.8962:1)의 가로세로비와 총 8,847,360 화소를 가진다. 이는 DCI 4K 디지털 프로젝터 및 디스플레이의 기본 해상도이다.
HDMI는 버전 1.4에서 24 Hz의 4096 × 2160을 지원했으며 버전 2.0에서는 60 Hz를 지원했다.

### 5120 × 2160
5120 × 2160 해상도는 4K UHD (3840 × 2160)를 너비가 1/3 확장한 것과 동일하며, 64:27의 가로세로비 (2.370 또는 21.3:9, 일반적으로 단순히 "21:9"로 마케팅됨)와 총 11,059,200 화소를 가진다. 이는 2560 × 1080의 정확히 두 배 크기이며, 총 4배 많은 화소를 가진다. 이 해상도를 지원하는 첫 디스플레이는 105인치 텔레비전인 LG 105UC9와 삼성 UN105S9W였다. 2017년 12월, LG는 34인치 5120 × 2160 모니터인 34WK95U를 발표했으며, 2021년 1월에는 40인치 40WP95C를 발표했다. LG는 이 해상도를 "5K2K WUHD"라고 부른다.

### 5120 × 2880(5K)
5K 또는 5K × 3K라고 일반적으로 불리는 5120 × 2880 해상도는 16:9 가로세로비와 14,745,600 화소를 가진다. UHDTV 표준에 의해 확립되지 않았지만, 델과 같은 일부 제조업체는 이를 "UHD+"라고 불렀다. 이는 QHD (2560 × 1440)의 화소 수의 정확히 두 배이며, 총 4배 많은 화소를 가진다. 또한 4K UHD (3840 × 2160)보다 각 차원에서 1/3 더 크며, 총 1.77배 많은 화소를 가진다. 2880 라인 수는 또한 NTSC와 PAL의 스캔라인 수인 480과 576의 최소 공배수이다. 이러한 해상도는 SD 콘텐츠를 자연수 (NTSC의 경우 6, PAL의 경우 5)로 수직으로 스케일링하여 맞출 수 있다. SD의 수평 스케일링은 항상 분수이다 (비아나모픽: 5.33...5.47, 아나모픽: 7.11...7.29).
이 해상도를 가진 첫 디스플레이는 2014년 9월 5일에 발표된 델 울트라샤프 UP2715K였다. 2014년 10월 16일, 애플은 아이맥에 레티나 5K 디스플레이를 발표했다.
디스플레이포트 버전 1.3은 단일 케이블을 통해 60 Hz에서 5K를 지원했으며, 버전 1.2는 30 Hz에서만 5K를 지원할 수 있었다. Dell UltraSharp UP2715K 및 HP DreamColor Z27q와 같이 DisplayPort 1.3 지원이 부족했던 초기 5K 60 Hz 디스플레이는 DP MST를 사용하는 초기 4K 디스플레이와 유사한 타일링 디스플레이 모드에서 60 Hz로 작동하려면 두 개의 DisplayPort 1.2 연결이 필요했다.

### 7680 × 4320(8K UHD)
8K UHD라고도 불리는 7680 × 4320 해상도는 16:9 가로세로비와 33,177,600 화소를 가진다. 4K UHD (3840 × 2160)의 각 차원에서 2배 크기로 총 4배 많은 화소를 가지며, 풀 HD (1920 × 1080)의 각 차원에서 4배 크기로 총 16배 많은 화소를 가진다. 7680 × 4320은 SMPTE ST 2036-1에서 정의된 UHDTV2 형식의 해상도와 ITU-R BT.2020에서 정의된 8K UHDTV 시스템 및 DVB의 UHD-2 방송 표준으로 선택되었다.
2014년 말 VESA에서 최종 확정된 DisplayPort 1.3은 30 Hz (또는 Y′CBCR 4:2:0 서브샘플링 시 60 Hz)에서 7680 × 4320을 지원했다. 초기 DisplayPort 1.3 초안의 일부였고 서브샘플링 없이 60 Hz에서 8K를 가능하게 했을 VESA의 디스플레이 스트림 압축 (DSC)은 최종 초안 공개 전에 사양에서 제외되었다.
DSC 지원은 2016년 3월 DisplayPort 1.4 공개와 함께 재도입되었다. DSC를 사용하면 "시각적으로 손실 없는" 압축 형식으로, 서브샘플링 없이 60 Hz에서 HDR 및 30 비트/화소 색 깊이로 7680 × 4320 (8K UHD)까지의 형식이 가능하다.

## 비디오 그래픽스 어레이 (VGA 및 파생상품)
| 이름    | H (px) | V (px) | H:V 0  | H × V (Mpx) | VESA    |
| ------- | ------ | ------ | ------ | ----------- | ------- |
| QQVGA   | 160    | 120    | 4:3    | 0.019       | 19.20K3 |
| HQVGA   | 240    | 160    | 3:2    | 0.038       | 38.40K2 |
| QVGA    | 320    | 240    | 4:3    | 0.077       | 76.80K3 |
| WQVGA   | 400    | 240    | 5:3    | 0.096       | 96.00K6 |
| HVGA    | 480    | 320    | 3:2    | 0.154       | 0.15M2  |
| VGA     | 640    | 480    | 4:3    | 0.307       | 0.31M3  |
| WVGA    | 800    | 480    | 5:3    | 0.384       | 0.38M6  |
| FWVGA   | 854    | 480    | ≈ 16:9 | 0.410       | 0.41M9  |
| WSVGA   | 1024   | 576    | 16:9   | 0.590       | 0.59M9  |
| SVGA    | 800    | 600    | 4:3    | 0.480       | 0.48M3  |
| WSVGA   | 1024   | 600    | 128:75 | 0.614       | 0.61M9  |
| DVGA    | 960    | 640    | 3:2    | 0.614       | 0.61M2  |
| QuadVGA | 1280   | 960    | 4:3    | 1.229       | 1.23M3  |

### 160 × 120(QQVGA)
쿼터-QVGA (QQVGA 또는 qqVGA)는 160 × 120 (4:3 저장 가로세로비) 또는 120 × 160 화소의 해상도를 나타내며, 주로 휴대용 장치의 디스플레이에 사용된다. 쿼터-QVGA라는 용어는 QVGA 디스플레이 화소 수의 1/4 (수직 및 수평 화소 수의 절반)을 의미하며, QVGA는 VGA 디스플레이 화소 수의 1/4이다. QQVGA 160 × 128 (5:4 저장 가로세로비) 장치도 있다.
qqVGA라는 약어는 qVGA처럼 쿼터와 쿼드를 구분하는 데 사용될 수 있다.

### 240 × 160
HQVGA (또는 하프-QVGA)는 게임보이 어드밴스에서 볼 수 있는 240 × 160 또는 160 × 240 화소의 디스플레이 화면 해상도를 나타낸다. 이 해상도는 QVGA의 절반이며, QVGA는 VGA (640 × 480 화소)의 1/4이다.

### 320 × 240(QVGA)

QVGA 대 VGA 비교

쿼터 VGA (QVGA 또는 qVGA)는 320 × 240 디스플레이 해상도를 가진 컴퓨터 디스플레이에 대한 인기 있는 용어이다. QVGA 디스플레이는 주로 휴대폰, 개인 정보 단말기 (PDA) 및 일부 휴대용 게임 콘솔에 사용되었다. 종종 디스플레이는 "세로" 방향 (즉, "가로"와 반대로 너비보다 높이가 더 높음)으로 되어 있으며 240 × 320으로 언급된다.
이 이름은 1980년대 후반에 사실상 산업 표준이 된 원래 IBM 비디오 그래픽스 어레이 디스플레이 기술의 640 × 480 최대 해상도의 quarter를 가졌다는 데서 유래한다. QVGA는 VGA BIOS에서 제공하는 표준 모드는 아니지만, VGA 및 호환 칩셋은 QVGA 크기의 모드 X를 지원한다. 이 용어는 디스플레이의 해상도만을 나타내므로 약어 QVGA 또는 Quarter VGA가 더 적절하다.
QVGA 해상도는 디지털 비디오 녹화 장비에서도 고해상도보다 데이터 저장 용량이 적게 필요한 저해상도 모드로 사용되며, 일반적으로 비디오 녹화 기능이 있는 스틸 디지털 카메라와 일부 휴대폰에서 사용된다. 각 프레임은 320 × 240 화소 이미지이다. QVGA 비디오는 일반적으로 15 또는 30 프레임/초로 녹화된다. QVGA 모드는 화소 단위 이미지 크기, 즉 해상도를 설명한다. 수많은 비디오 파일 형식이 이 해상도를 지원한다.
QVGA는 VGA보다 낮은 해상도이지만, 더 높은 해상도에서는 "Q" 접두사가 일반적으로 쿼드(quadruple) 또는 4배 더 높은 디스플레이 해상도를 의미한다 (예: QXGA는 XGA보다 4배 높은 해상도). 쿼터와 쿼드를 구별하기 위해 소문자 "q"는 "quarter"에, 대문자 "Q"는 "Quad"에 사용되기도 하는데, 이는 m/M 및 p/P와 같은 SI 접두사에 비유되지만, 이러한 일관된 사용은 아니다.
QVGA 디스플레이 해상도를 사용하는 장치의 몇 가지 예로는 아이팟 클래식, 삼성 갤럭시 유로파, LG 옵티머스 L3, 삼성 갤럭시 피트, Y 및 포켓, HTC 와일드파이어, 소니 에릭슨 엑스페리아 X10 미니 및 미니 프로와 액티브, 닌텐도 3DS의 하단 화면이 있다.

### 400 × 240(WQVGA)
| 이름  | H (px) | V (px) | H:V 0 | H × V (Mpx) | VESA     | 출처   |
| ----- | ------ | ------ | ----- | ----------- | -------- | ------ |
| 빈칸  | 360    | 240    | 15:10 | 0.086       | 86.40K2  |        |
| 빈칸  | 376    | 240    | ≈11:7 | 0.090       | 90.24K2  |        |
| 빈칸  | 384    | 240    | 16:10 | 0.092       | 92.16KA  |        |
| WQVGA | 400    | 240    | 15:9  | 0.096       | 96.00K6  | [ 80 ] |
| 빈칸  | 426    | 240    | ≈16:9 | 0.102       | 102.24K9 |        |
| 빈칸  | 428    | 240    | ≈16:9 | 0.103       | 102.72K9 |        |
| 빈칸  | 432    | 240    | 18:10 | 0.104       | 103.68K9 |        |
| 빈칸  | 480    | 270    | 16:9  | 0.130       | 129.60K9 |        |
| WQVGA | 480    | 272    | ≈16:9 | 0.131       | 130.56K9 | [ 81 ] |

와이드 QVGA 또는 WQVGA는 QVGA와 동일한 화소 높이를 가지지만 더 넓은 디스플레이 해상도이다.
QVGA는 320 화소 너비와 240 화소 높이 (4:3 가로세로비)를 가지므로, WQVGA 화면의 해상도는 360 × 240 (3:2 가로세로비), 384 × 240 (16:10 가로세로비), 400 × 240 (5:3 – 닌텐도 3DS 화면과 같은), 426 × 240, 428 × 240 (≈16:9 비율) 또는 432 × 240 (18:10 가로세로비)일 수 있다. WVGA와 마찬가지로, VGA 컨트롤러가 화소를 내부적으로 처리하는 방식 때문에 n:9의 정확한 비율은 어렵다. 예를 들어, 그래픽 조합 작업을 화소에 적용할 때 VGA 컨트롤러는 화소당 1비트를 사용한다. 비트는 개별적으로 접근할 수 없지만 16 또는 2의 짝수 제곱의 덩어리로 접근할 수 있으므로 수평 해상도는 16화소 단위로 제한된다. 즉, 수평 해상도는 16으로 나누어떨어져야 한다. 16:9 비율의 경우, 높이가 240 화소일 때 수평 해상도는 240 / 9 × 16 = 426.6 (426틀:2/3)이어야 하며, 16의 가장 가까운 배수는 432이다.
WQVGA는 240 화소 높이가 아닌 디스플레이를 설명하는 데도 사용되었는데, 예를 들어 너비 480 화소, 높이 270 또는 272 화소인 1/16 FHD1080 디스플레이가 있다. 이는 WQVGA가 가장 가까운 화면 높이를 가지고 있기 때문일 수 있다.
WQVGA 해상도는 터치스크린 휴대폰에서 일반적으로 사용되었는데, 예를 들어 400 × 240, 432 × 240, 480 × 240 등이 있다. 예를 들어, 현대 MB 490i, 소니 에릭슨 아아노 및 삼성 인스팅트는 WQVGA 화면 해상도인 240 × 432를 가진다. 애플 아이팟 나노와 같은 다른 장치도 WQVGA 화면인 240 × 376 화소를 사용한다. 닌텐도 3DS 라인은 WQVGA 화면을 가진 가장 유명한 장치일 것이다.

### 480 × 320(HVGA)
| 이름 | H (px) | V (px) | H:V 0 | H × V (Mpx) | VESA     | 출처   |
| ---- | ------ | ------ | ----- | ----------- | -------- | ------ |
| 빈칸 | 640    | 240    | 8:3   | 0.154       | 0.15M06  |        |
| 빈칸 | 480    | 270    | 16:9  | 0.130       | 129.60K9 |        |
| 빈칸 | 480    | 272    | ≈16:9 | 0.131       | 130.56K9 |        |
| HVGA | 480    | 320    | 3:2   | 0.154       | 0.15M2   | [ 82 ] |
| 빈칸 | 480    | 360    | 4:3   | 0.173       | 0.17M3   |        |

HVGA (하프-VGA) 화면은 480 × 320 화소 (3:2 가로세로비), 480 × 360 화소 (4:3 가로세로비), 480 × 272 (≈16:9 가로세로비), 또는 640 × 240 화소 (8:3 가로세로비)를 가진다. 전자는 2002년 소니 클리에 PEG-NR70을 시작으로 다양한 PDA 장치에서 사용되었고, 팜의 독립형 PDA에서도 사용되었다. 후자는 다양한 휴대용 PC 장치에서 사용되었다. VGA 해상도는 640 × 480이다.
HVGA를 사용하는 장치의 예로는 아이폰 (1세대부터 3GS), 아이팟 터치 (1세대부터 3세대), 블랙베리 볼드 9000, HTC 드림, HTC 히어로, HTC 와일드파이어 S, LG 인터치 맥스, 마이 터치 3G 슬라이드, 노키아 6260 슬라이드, 팜 프레, 삼성 모먼트, 소니 에릭슨 엑스페리아 X8, 소니 에릭슨 엑스페리아 미니, 소니 에릭슨 엑스페리아 미니 프로, 소니 에릭슨 엑스페리아 액티브 및 라이브, 그리고 소니 플레이스테이션 포터블이 있다.
텍사스 인스트루먼트는 HVGA 해상도를 지원하는 DLP 피코 프로젝터를 생산한다.
HVGA는 안드로이드 (운영체제)의 첫 번째 버전인 1.5까지 지원되는 유일한 해상도였다. 모토로라 모토쿼티의 인기 있는 WVGA 해상도나 HTC 타투의 QVGA 해상도와 같이 1.6 버전부터 다른 더 높거나 낮은 해상도가 제공되었다.
1980년대 내내 텔레비전에서 흔히 볼 수 있었던 3차원 컴퓨터 그래픽스는 대부분 이 해상도로 렌더링되어 가장자리에 안티앨리어싱이 적용되지 않으면 위아래로 들쭉날쭉한 가장자리가 나타났다.

### 640 × 480(VGA)
비디오 그래픽스 어레이 (VGA)는 1987년 IBM PS/2 컴퓨터 라인에 처음 도입된 디스플레이 하드웨어를 특별히 지칭한다. 광범위하게 채택되면서 VGA는 아날로그 컴퓨터 디스플레이 표준, 15핀 D-sub미니어처 VGA 커넥터 또는 640 × 480 해상도 자체를 의미하게 되었다. VGA 해상도는 1990년대 개인용 컴퓨터 시장과 1998년 SEGA 드림캐스트에서 그 후속 해상도에 의해 대체되었지만, 2000년대에는 모바일 장치에서 인기 있는 해상도가 되었다. VGA는 여전히 운영체제에서 그래픽 장치 드라이버 문제 발생 시 보편적인 대체 문제 해결 모드이다.
비디오 분야에서 480i 해상도는 720 및 1080과 같은 고선명 (HD) 해상도와 달리 라인당 640 샘플 (640x480에 해당)을 지원하며, 이는 표준 해상도 (SD)에 해당한다.

### 800 × 480(WVGA)
| 이름  | H (px) | V (px) | H:V 0 | H × V (Mpx) | VESA   | 출처                 |
| ----- | ------ | ------ | ----- | ----------- | ------ | -------------------- |
| 빈칸  | 640    | 384    | 15:9  | 0.246       | 0.25M6 |                      |
| 빈칸  | 800    | 450    | 16:9  | 0.360       | 0.36M9 |                      |
| 빈칸  | 720    | 480    | 15:10 | 0.346       | 0.35M2 |                      |
| 빈칸  | 768    | 480    | 16:10 | 0.369       | 0.37MA | [ 1 ]                |
| WVGA  | 800    | 480    | 15:9  | 0.384       | 0.38M6 | [ 89 ] [ 90 ] [ 91 ] |
| WVGA  | 848    | 480    | ≈16:9 | 0.407       | 0.41M9 | [ 1 ] [ 92 ]         |
| WVGA  | 852    | 480    | ≈16:9 | 0.409       | 0.41M9 | [ 93 ]               |
| 빈칸  | 853    | 480    | ≈16:9 | 0.409       | 0.41M9 |                      |
| FWVGA | 854    | 480    | ≈16:9 | 0.410       | 0.41M9 | [ 94 ] [ 95 ]        |

와이드 VGA 또는 WVGA, 때로는 그냥 WGA는 VGA와 동일한 480 화소 높이를 가지지만 더 넓은 디스플레이 해상도로, 예를 들어 720 × 480 (3:2 가로세로비), 800 × 480 (5:3), 848 × 480, 852 × 480, 853 × 480, 또는 854 × 480 (≈16:9) 등이 있다.
이는 800 화소 너비 창을 위해 설계된 웹사이트를 전체 페이지 너비로 렌더링할 수 있어 LCD 프로젝터와 나중에 휴대용 및 핸드헬드 인터넷 가능 장치 (MID 및 넷북과 같은)에서 흔한 해상도였다. 전화 기능이 없는 핸드헬드 인터넷 장치 중 이 해상도를 가진 예시로는 스파이스 스텔라 엔핸스 mi-435, 에이수스 Eee PC 700 시리즈, 델 XCD35, 노키아 770, 노키아 N800, 노키아 N810 등이 있다.

### 854 × 480(FWVGA)
FWVGA는 풀 와이드 비디오 그래픽스 어레이의 약어로, 854 × 480 화소의 디스플레이 해상도를 의미한다. 854 × 480은 아나모픽 "압축 해제" NTSC DVD 와이드스크린 비디오의 약 16:9 가로세로비이며, 이미지의 어떤 부분도 잘리지 않는 "안전한" 해상도로 간주된다. 이는 16:9 가로세로비 고해상도 비디오를 자르도록 요구하는 다른 더 좁은 WVGA 해상도와 구별하기 위해 풀 WVGA라고 불린다 (즉, 상당한 크기 축소에도 불구하고 전체 너비이다).
854 화소 너비는 853.3에서 반올림된 것이다.
480 × 16⁄9 = 7680⁄9 = 853+1⁄3.
화소는 정수여야 하므로, 854로 반올림하면 전체 이미지를 포함하게 된다. 853 × 480은 정사각형 화소를 가진 디스플레이에서 NTSC (480 라인)에 대한 16:9 등가 해상도이다. 이 해상도의 플라스마 및 기타 디지털 TV 세트는 당시 EDTV로 마케팅되었다.
2010년, FWVGA 디스플레이 해상도를 가진 휴대폰이 더 흔해지기 시작했다. (참조: FWVGA 디스플레이를 가진 휴대폰 목록.) 또한, 닌텐도의 Wii U 게임 콘솔용 Wii U 게임패드는 6.2인치 FWVGA 디스플레이를 포함한다.

### 800 × 600(SVGA)
슈퍼 비디오 그래픽스 어레이, 줄여서 슈퍼 VGA 또는 SVGA, 초기에는 울트라 비디오 그래픽스 어레이, 줄여서 울트라 VGA 또는 UVGA라고도 알려진 이 용어는 광범위한 컴퓨터 디스플레이 표준을 포함한다.
원래는 1987년 IBM이 처음 출시한 VGA 표준의 확장판이었다. VGA와 달리 순수하게 IBM이 정의한 표준이 아니라, 상호 운용성을 촉진하고 표준을 정의하기 위해 설립된 개방형 컨소시엄인 VESA에 의해 슈퍼 VGA가 정의되었다. 예를 들어 VGA 또는 XGA와 달리 해상도 사양으로 사용될 때, SVGA라는 용어는 일반적으로 800 × 600 화소의 해상도를 의미한다.
약간 더 높은 해상도인 832 × 624는 219 화소보다 크지 않으면서 수평 치수가 32 화소의 배수인 가장 높은 4:3 해상도이다. 화소 수 제한으로 인해 512 KB (512 × 210 바이트s)의 프레임버퍼에 들어갈 수 있으며, 32 화소의 공통 배수는 데이터 구조 정렬과 관련이 있다. 이러한 이유로 이 해상도는 매킨토시 LC III 및 기타 시스템에서 사용 가능했다.

### 1024 × 576,1024 × 600(WSVGA)
SVGA의 와이드 버전은 WSVGA (와이드 슈퍼 VGA 또는 와이드 SVGA)로 알려져 있으며, 울트라-모바일 PC, 넷북 및 태블릿 컴퓨터에 적용되었다. 해상도는 1024 × 576 (가로세로비 16:9) 또는 1024 × 600 (128:75)이며, 화면 크기는 일반적으로 7에서 10인치에 이른다. XGA 너비인 1024 화소를 모두 가진다.
이전 PAL/SECAM 지역의 디지털 방송 콘텐츠는 576개의 활성 라인을 가지지만, DVB-T2 튜너를 탑재한 여러 모바일 TV 세트는 직경 7, 9 또는 10인치 (18~26 cm)의 600 라인 변형을 사용한다.
1024 × 576은 정사각형 화소를 가진 디스플레이에서 PAL (576 라인)에 대한 16:9 등가 해상도로, PAL의 기본 해상도에 따라 화소 가로세로비는 16∶11 또는 64∶45가 된다.

### 960 × 640
DVGA (더블VGA) 화면은 960 × 640 화소 (3:2 가로세로비)를 가진다.. 두 치수 모두 HVGA의 두 배이므로 화소 수는 4배가 된다.
DVGA를 사용하는 장치의 예로는 메이주 MX 휴대폰과 아이폰 4 및 4S와 아이팟 터치 4를 가진 애플이 있으며, 여기서 화면은 "레티나 디스플레이"라고 불린다.

아이폰 5는 1136 × 640 화소의 넓은 16:9 변형을 도입했는데, 이 또한 공식적인 약어는 없다.

### 1280 × 960(QuadVGA)
QuadVGA (쿼드 VGA 또는 쿼드-VGA로도 표시됨)는 VGA에서 양쪽이 두 배가 되므로 1280 × 960 해상도를 지칭하는 비표준 용어이다. 그러나 이는 쿼터 VGA (QVGA 320 × 240)라는 대체 의미와 강하게 연관되어 있으므로 일반적으로 QVGA 약어는 사용되지 않는다.
때로는 SXGA 표준 (1280 × 1024)과의 혼동을 피하기 위해 비공식적으로 SXGA−라고 불리기도 한다. 다른 곳에서는 이 4:3 해상도를 UVGA (울트라 VGA) 또는 SXVGA (슈퍼 확장 VGA)라고도 불렀다고 한다.

## 확장 그래픽스 어레이 (XGA 및 파생상품)
| 이름   | H (px) | V (px) | H:V 0 | H × V (Mpx) | VESA   | 출처                  |
| ------ | ------ | ------ | ----- | ----------- | ------ | --------------------- |
| XGA    | 1024   | 768    | 4:3   | 0.786       | 0.79M3 |                       |
| WXGA   | 1366   | 768    | ≈16:9 | 1.049       | 1.05M9 | (FWXGA)               |
| WXGA   | 1280   | 800    | 16:10 | 1.024       | 1.02MA | [ 104 ] [ 85 ]        |
| XGA+   | 1152   | 864    | 4:3   | 0.995       | 1.00M3 | [ 110 ] [ 107 ]       |
| WXGA+  | 1440   | 900    | 16:10 | 1.296       | 1.30MA | (WXGA)                |
| SXGA   | 1280   | 1024   | 5:4   | 1.311       | 1.31M4 | [ 1 ] [ 85 ]          |
| WSXGA  | 1600   | 1024   | 25:16 | 1.638       | 1.64M0 |                       |
| SXGA+  | 1400   | 1050   | 4:3   | 1.470       | 1.47M3 | [ 104 ] [ 85 ]        |
| WSXGA+ | 1680   | 1050   | 16:10 | 1.764       | 1.76MA | [ 104 ] [ 85 ] [ 94 ] |
| QWXGA  | 2048   | 1152   | 16:9  | 2.359       | 2.36M9 | [ 114 ]               |
| UXGA   | 1600   | 1200   | 4:3   | 1.920       | 1.92M3 | [ 1 ] [ 104 ] [ 85 ]  |
| WUXGA  | 1920   | 1200   | 16:10 | 2.304       | 2.30MA | (FHD+)                |
| QXGA   | 2048   | 1536   | 4:3   | 3.146       | 3.15M3 | [ 1 ] [ 85 ]          |
| WQXGA  | 2560   | 1600   | 16:10 | 4.096       | 4.10MA | [ 115 ]               |
| WQXGA+ | 2880   | 1800   | 16:10 | 5.184       | 5.18MA | [ 116 ]               |
| QSXGA  | 2560   | 2048   | 5:4   | 5.243       | 5.24M4 | [ 85 ]                |
| WQSXGA | 3200   | 2048   | 25:16 | 6.554       | 6.55M0 |                       |
| QSXGA+ | 2800   | 2100   | 4:3   | 5.880       | 5.88M3 | [ 85 ]                |
| QUXGA  | 3200   | 2400   | 4:3   | 7.680       | 7.68M3 | [ 85 ]                |
| WQUXGA | 3840   | 2400   | 16:10 | 9.216       | 9.22MA | (UHD+)                |

### 1024 × 768(XGA)

IBM 내부에서 사용된 XGA 로고, 폴 랜드가 디자인함

확장 그래픽스 어레이 (XGA) 또는 원래 확장 비디오 그래픽스 어레이 (확장-VGA, EVGA)는 1990년에 IBM이 도입한 디스플레이 표준이다. 이후 1024 × 768 화소 디스플레이 해상도의 가장 일반적인 명칭이 되었다.
XGA의 초기 버전은 IBM의 구형 VGA를 확장하여 4가지 새로운 화면 모드를 추가했는데, 여기에는 한 가지 새로운 해상도가 포함된다.
- 직접 16비트/화소 (65,536 색) RGB 고색 및 8 비트/화소 (256 색) 팔레트-인덱스 모드에서 640 × 480 화소.
- 저주파 비월 주사 방식 화면 재생 빈도를 사용하여 16 또는 256색 (4 또는 8 비트/화소) 팔레트로 1024 × 768 화소.

XGA-2는 DAC를 24비트 컬러로 확장했지만, 이는 256색 모드에서 사용 가능한 마스터 팔레트를 확장하는 데만 사용되었다. 예를 들어, 256단계 회색 출력을 가능하게 했다. 다른 개선 사항으로는 최대 65,536색의 800 × 600 해상도 제공, 모든 모드에서 더 빠른 화면 재생 빈도 (1024 × 768의 비월 주사 없는 깜박임 없는 출력 포함), 그리고 향상된 가속기 성능 및 다양성이 포함되었다.

모든 표준 XGA 모드는 정사각형 화소를 가진 4:3 가로세로비를 가지지만, 특정 표준 VGA 및 타사 확장 모드 (640 × 400, 1280 × 1024)에는 적용되지 않는다.

### WXGA
| 이름         | H (px) | V (px) | H:V 0 | H × V (Mpx) | VESA   | 출처                  |
| ------------ | ------ | ------ | ----- | ----------- | ------ | --------------------- |
| 빈칸         | 1280   | 720    | 16:9  | 0.922       | 0.92M9 |                       |
| 빈칸         | 1152   | 768    | 15:10 | 0.885       | 0.88M2 |                       |
| WXGA         | 1280   | 768    | 15:9  | 0.983       | 0.98M6 | [ 123 ] [ 113 ]       |
| FWXGA        | 1360   | 768    | ≈16:9 | 1.044       | 1.04M9 | [ 124 ] [ 113 ] [ 1 ] |
| WXGA (FWXGA) | 1366   | 768    | ≈16:9 | 1.049       | 1.05M9 | [ 105 ] [ 106 ]       |
| WXGA         | 1280   | 800    | 16:10 | 1.024       | 1.02MA | [ 104 ] [ 85 ]        |

와이드 XGA (WXGA)는 XGA (1024 × 768)에서 와이드스크린 가로세로비가 거의 16:9인 1366 × 768 또는 16:10 가로세로비인 1280 × 800로 너비를 확장하여 파생된 비표준 해상도 세트이다. WXGA는 일반적으로 저가형 LCD TV 및 와이드스크린 프레젠테이션용 LCD 컴퓨터 모니터에 사용된다. "WXGA"로 설명된 장치에서 제공되는 정확한 해상도는 서로 다른 용도에 최적화되고 다른 기반에서 파생된 여러 밀접한 타이밍이 확산되어 다소 가변적일 수 있다.
특히 마이크로소프트 윈도우 운영체제에서 윈도우 7의 더 큰 작업 표시줄은 기본적으로 16화소 라인을 추가로 차지하므로, 이미 전체 1024 × 768 (예: 800 × 600 대신)을 요구하는 프로그램의 사용성을 저해할 수 있다. 작은 아이콘을 사용하도록 특별히 설정하지 않으면 더욱 그렇다. "기이한" 784라인 해상도는 이를 보완하겠지만, 1280 × 800은 더 간단한 가로세로비를 가지며 16개 라인을 더 사용할 수 있는 약간의 이점도 제공한다. 또한 윈도우 비스타 및 7의 윈도우 사이드바는 추가 256 또는 336 수평 화소를 사용하여 다른 프로그램의 디스플레이 너비를 손상시키지 않고 정보 "위젯"을 표시할 수 있으며, 윈도우 8은 전체 16:9 또는 16:10 화면이 필요하지 않은 "두 창" 개념을 중심으로 특별히 설계되었다. 일반적으로 이는 4:3 주 프로그램 영역 (일반적으로 1024 × 768, 1000 × 800 또는 1440 × 1080)과 두 번째 프로그램을 실행하는 좁은 사이드바, 주 프로그램용 도구 상자를 표시하거나 나머지 공간을 차지하는 팝아웃 OS 바로가기 패널로 구성된다.

#### 1366 × 768(WXGA)
텔레비전 및 소비자 엔터테인먼트 용도로 사용되는 기타 모니터의 경우, WXGA는 종종 1366 × 768 해상도를 의미하며, 가로세로비는 거의 16:9이다. 이 이상한 해상도의 기반은 다른 "와이드" 표준과 유사하다. 잘 알려진 "XGA" 표준 (1024 × 768 화소, 4:3 가로세로비)의 라인 스캔 (재생) 속도를 확장하여 더 빠른 화소 클록을 제외한 주요 신호 변경이나 패널 너비를 1/3 확장하는 것 외의 제조 변경 없이 점점 더 인기 있는 16:9 와이드스크린 디스플레이 비율에서 정사각형 화소를 제공한다. 768은 9로 나누어지지 않으므로 가로세로비는 정확히 16:9가 아니다. 이는 1365틀:1/3 (1365.3) 화소 너비가 필요하다. 그러나 0.05%에 불과한 오차는 미미하다. 또한 다른 더 좁은 WXGA 해상도와 구별하기 위해 FWXGA (Full Wide XGA)라고도 불린다.
2005년 유럽 HD 레디 로고가 도입된 이후 1년 후, 1366 × 768은 액정 디스플레이 텔레비전 (플라스마 TV 평면 패널 디스플레이의 XGA 대비)에 가장 인기 있는 해상도였다.
2013년에는 이마저도 더 작거나 저렴한 디스플레이 (예: "침실" LCD TV 또는 저가형 대형 플라스마)와 저렴한 노트북 및 모바일 태블릿 컴퓨터, 중급 홈 시네마 프로젝터에서만 사용되는 것으로 전락했으며, 그 외에는 1920 × 1080과 같은 더 높은 "풀 HD" 해상도에 의해 추월되었다.
이 해상도의 일반적인 변형은 또한 1360 × 768 (이름 없음 또는 FWXGA로 명명)이다. 이는 여러 기술적 이점을 제공하며, 가장 중요한 것은 8비트 채널당 메모리 요구 사항이 1 MB 바로 위에서 바로 아래로 감소한다는 것이다 (1366 × 768은 채널당 1024.5 KB가 필요하며, 1360 × 768은 1020 KB가 필요하며, 1 MB는 1024 KB와 동일하다). 이는 아키텍처를 단순화하고 사용 가능한 해상도의 매우 미미한 변경으로 필요한 VRAM의 양과 속도를 크게 줄일 수 있다. 왜냐하면 메모리 칩은 일반적으로 고정된 메가바이트 용량으로만 제공되기 때문이다. 예를 들어, 32비트 컬러의 경우 1360 × 768 프레임 버퍼는 4 MB만 필요하지만, 1366 × 768은 정확한 디스플레이 회로 아키텍처 및 사용 가능한 칩 용량에 따라 5, 6, 또는 심지어 8 MB가 필요할 수 있다. 6화소 감소는 또한 각 라인의 너비가 8화소로 나누어떨어지도록 하여 컴퓨터 및 방송/극장 비디오 처리 모두에서 사용되는 수많은 루틴을 단순화한다. 이 루틴은 8화소 블록에서 작동한다. 역사적으로 많은 그래픽 카드는 메모리 접근을 가속화하고 화소 위치 계산을 단순화하기 위해 (예: 32비트 메모리에서 4비트 화소를 가져오는 것은 한 번에 8화소씩 수행할 때 훨씬 빠르며, 메모리 워드 중간에 라인이 끝나지 않을 때 메모리 블록 내에서 특정 화소가 어디에 있는지 정확히 계산하는 것이 훨씬 쉽다), 저색 플래너 모드에 대해 8로 나누어떨어지는 화면 너비를 의무화했으며, 이 관습은 와이드스크린 LCD HDTV의 초기에도 저가형 하드웨어에 지속되었다. 따라서 대부분의 1366 너비 디스플레이는 각 측면에 사용되지 않는 얇은 화소 열 경계를 가진 1360 너비 자료 표시도 조용히 지원한다. 이 좁은 모드는 16:9 이상과는 더욱 거리가 멀지만, 오차는 여전히 0.5% 미만이며 (기술적으로 이 모드는 15.94:9.00 또는 16.00:9.04), 인식할 수 없을 정도이다.

#### 1280 × 800(WXGA)
노트북 디스플레이 또는 주로 컴퓨터와 함께 사용하도록 의도된 독립형 디스플레이 및 프로젝터를 지칭할 때, WXGA는 16:10의 가로세로비를 가진 1280 × 800 화소 해상도를 설명하는 데도 사용된다. 이는 한때 노트북 화면에 특히 인기가 있었는데, 일반적으로 대각선 화면 크기가 12~15인치 사이였으며, 4:3 XGA와 16:9 WXGA 사이의 유용한 타협점을 제공했다. 이는 이전 표준에 비해 양쪽 차원에서 해상도가 향상되었고 (특히 세로 모드 또는 두 표준 텍스트 페이지를 나란히 표시하는 데 유용함), 눈에 띄게 "더 넓은" 모양과 매우 얇은 레터박스 테두리 (온스크린 재생 제어에 사용 가능)만으로 720p HD 비디오를 "원본"으로 표시할 수 있는 기능을 제공했으며 늘어짐이 없었다. 또한, 8비트 채널당 1000 KB (1 MB 미만)의 메모리만 필요했다. 따라서 일반적인 더블 버퍼링된 32비트 컬러 화면은 8 MB 이내에 들어갈 수 있었으며, 이는 통합 그래픽 칩셋의 복잡성 (및 비용, 에너지 사용)에 대한 일상적인 요구 사항을 제한하고, 일반적으로 희소한 시스템 메모리의 공유 사용 (일반적으로 비디오 시스템에 비교적 큰 블록으로 할당됨)을 제한했다. 적어도 내부 디스플레이만 사용 중일 때는 (외부 모니터는 일반적으로 "확장 데스크톱" 모드에서 최소 1600 × 1200 해상도를 지원함). 16:10 (또는 8:5)은 그 자체로 "고전적인" 컴퓨터 가로세로비로, 코모도어 64, IBM CGA 카드 등에서 볼 수 있는 초기 320 × 200 모드 (및 그 파생물)로 거슬러 올라간다. 그러나 2013년 중반 현재, 이 표준은 점점 더 드물어지고 있으며, 하드웨어 개선, 일반적인 이전 소프트웨어 호환성의 점진적인 손실, 인터페이스 레이아웃 변경으로 인해 이전에 유익했던 기능의 중요성이 줄어들면서 더 표준화되고 따라서 더 경제적인 1366 × 768 패널에 밀려났다. 2024년 2월 현재, 1280 × 800 기본 해상도를 가진 패널의 시장 가용성은 일반적으로 휴대용 게임 컴퓨터로 전락했다.  1280 × 800은 밸브의 Steam Deck과 여러 다른 휴대용 게임 컴퓨터에 사용된다.

#### 기타 WXGA
또한, 최소한 세 가지 다른 해상도가 때때로 WXGA로 표시된다.
- 첫 번째 변형인 1280 × 768[123][1][113][76]은 이 문제를 해결하는 타협적인 해상도이자 이전 1024 × 768 및 1280 × 1024 해상도 사이의 중간 지점, 그리고 1366 × 768 (1024보다 1/4 더 넓음, 1/3 아님) 및 1280 × 800으로 가는 디딤돌로 볼 수 있으며, 그 어떤 파생 후속작만큼 인기를 얻지는 못했다. 이 정사각형 화소 가로세로비는 15:9 (또는 5:3)이며, HDTV의 16:9 및 1280 × 800의 16:10과 대조된다. 또한 "울트라북" 표준 노트북에서 발견될 수 있는 가장 낮은 해상도이기도 하다. 이는 공식적으로 지정을 받기 위해 필요한 최소 수평 및 수직 화소 해상도를 충족하기 때문이다.
- 둘째, HDTV 표준인 1280 × 720[128] (일반적으로 "720p"로 설명됨)은 정사각형 화소로 정확한 16:9 가로세로비를 제공한다. 당연히 표준 720p HD 비디오 자료를 늘리거나 레터박스 없이 표시하며, 1080i/1080p는 간단한 2:3 다운스케일로 표시한다. 이 해상도는 태블릿과 최신 고화소 밀도 휴대폰, 그리고 소형 "넷북" 또는 "초경량" 노트북 컴퓨터에서 일부 사용된다. 그러나 윈도우 7과 같은 최신 운영체제는 최소 768 라인의 UI 디자인을 가정하므로 적절한 사용을 위한 수직 해상도가 불충분하여 대형 주류 장치에서는 사용이 흔치 않다. 워드 프로세싱과 같은 특정 용도의 경우, (특히 서브픽셀 안티앨리어싱이 추가되면 640 화소로도 전체 페이지 너비를 읽기 좋게 렌더링하기에 충분한 수평 해상도가 제공되므로) 상당한 이점 없이 동시에 보이는 텍스트 라인 수를 줄이기 때문에 약간의 다운그레이드로 간주될 수도 있다.
- 다른 언급할 만한 해상도는 3:2 가로세로비의 1152 × 768이다.
- 마찬가지로 7:4 가로세로비 (16:9와 유사)의 1344 × 768도 때때로 사용된다.
- 일부 1440 × 900 해상도 디스플레이도 WXGA로 표시된 적이 있다.[104] 그러나 "올바른" 표시는 WXGA+이다.

### 1152 × 864(XGA+)
| 이름 | H (px) | V (px) | H:V 0           | H × V (Mpx) | VESA   | 용도            |
| ---- | ------ | ------ | --------------- | ----------- | ------ | --------------- |
| 빈칸 | 1120   | 832    | 35:26 (≈1.35)   | 0.932       | 0.93M3 | NeXT            |
| XGA+ | 1152   | 864    | 4:3 (1.3)       | 0.995       | 1.00M3 | [ 110 ] [ 107 ] |
| 빈칸 | 1152   | 870    | 192:145 (≈1.32) | 1.002       | 1.00M3 | Apple           |
| 빈칸 | 1152   | 900    | 32:25 (1.28)    | 1.037       | 1.04M4 | Sun             |

XGA+는 확장 그래픽스 어레이 플러스의 약어로, 일반적으로 4:3 가로세로비의 1152 × 864 해상도를 나타내는 컴퓨터 디스플레이 표준이다. 와이드스크린 LCD가 등장하기 전까지 XGA+는 17인치 데스크톱 CRT 모니터에 자주 사용되었다. 이는 220 화소 (≈1.05 메가픽셀s)보다 크지 않으면서 수평 치수가 32 화소의 배수인 가장 높은 4:3 해상도이다. 이는 화소당 1바이트를 사용하는 경우 1 MB (1 × 220 바이트s)의 비디오 메모리 또는 프레임버퍼에 밀접하게 들어갈 수 있도록 한다. 32 화소의 공통 배수 제약은 정렬과 관련이 있다.
역사적으로 이 해상도는 1980년대 초 썬 마이크로시스템즈가 썬-2 워크스테이션용으로 채택한 1152 × 900 화소의 초기 표준과도 관련이 있다. 10년 후, 애플 컴퓨터는 매킨토시 II 컴퓨터의 두 페이지 디스플레이용으로 21인치 CRT 모니터에 1152 × 870 해상도를 선택했다. 이 해상도들은 1 MB 프레임버퍼의 한계에 더 가깝지만, 가로세로비는 일반적인 4:3과 약간 다르다.
XGA+는 XGA (1024 × 768)의 다음 단계이지만, 어떤 표준 기관에서도 승인되지 않았다. 4:3 가로세로비의 다음 단계는 1280 × 960 (QuadVGA) 또는 1400 × 1050 (SXGA+)이다.

### 1440 × 900(WXGA+, WSXGA)
WXGA+ 및 WSXGA는 1440 × 900의 컴퓨터 디스플레이 해상도를 지칭하는 용어이다. 때때로 제조업체는 이 해상도를 지칭하기 위해 다른 용어를 사용하기도 한다. Standard Panels Working Group은 1440 × 900 해상도를 WXGA라고 부른다 (그러나 1280 × 800도 WXGA라고 부른다).
WXGA+는 더 많은 화소를 가진 WXGA의 향상된 버전으로 간주될 수 있다. 가로세로비는 16:10이다. WXGA+ 해상도는 19인치 와이드스크린 데스크톱 모니터 (매우 적은 수의 모니터가 WSXGA+를 사용함)에서 흔하며, 12.1인치에서 17인치 범위의 크기에서 노트북 LCD의 선택 사항으로도 제공되지만 흔하지는 않다.

#### 1600 × 1024
WSXGA라는 이름은 25:16 (52:42 = 1.5625, 14:9와 16:10 사이)의 가로세로비를 가진 1600 × 1024 해상도를 설명하는 데도 사용된다.

#### 1280 × 854
WXGA+는 또한 약 3:2 (1.5)의 가로세로비를 가진 1280 × 854 해상도를 지칭하는 데도 사용되었다.

### 1280 × 1024(SXGA)
슈퍼 XGA (SXGA)는 1280 × 1024 화소의 표준 모니터 해상도이다. 이 디스플레이 해상도는 IBM이 1990년에 개발한 XGA 해상도보다 "다음 단계"이다.
1280 × 1024 해상도는 표준 4:3 가로세로비가 아니며, 대신 5:4 가로세로비 (1.25:1 대 1.3:1)이다. 이 해상도를 사용하는 표준 4:3 모니터는 정사각형 화소 대신 직사각형 화소를 가지므로, 소프트웨어에서 이를 보정하지 않으면 그림이 왜곡되어 원이 타원형으로 나타난다.
SXGA는 17인치 및 19인치 LCD 모니터의 가장 일반적인 기본 해상도이다. SXGA 기본 해상도를 가진 LCD 모니터는 일반적으로 물리적인 5:4 가로세로비를 가지므로 1:1 화소 가로세로비를 유지한다.
소니는 이 해상도를 위해 설계된 5:4 가로세로비의 17인치 CRT 모니터를 제조했다. 이 모니터는 애플 브랜드 이름으로 판매되었다.
SXGA는 모토로라 레이저 및 대부분의 삼성 및 LG 휴대폰과 같은 휴대폰 카메라에도 인기 있는 해상도이다. 최신 UXGA (2.0 메가픽셀) 카메라에 의해 대체되었지만, 1.3 메가픽셀은 2007년경 가장 흔한 것이었다.
1280 × 1024를 실행할 수 있는 모든 CRT는 표준 4:3 비율을 가진 1280 × 960 (QuadVGA 또는 때로는 SXGA-)도 실행할 수 있다. 1280 × 1024용으로 설계된 TFT 평면 패널 화면은 기본 해상도 이외의 다른 해상도를 표시하도록 설정하면 고정된 그리드 디스플레이에 맞게 이미지를 보간해야 하므로 늘어짐 왜곡을 보인다. 일부 TFT 디스플레이는 사용자가 이를 비활성화할 수 없으며, 4:3 비율로 설정하면 화면의 위쪽 및 아래쪽 부분이 사용되지 못하게 하여 "레터박스" 형식을 강제한다.
1280 × 1024 해상도는 24 비트/화소 색 깊이에서 4 메가바이트의 비디오 램에 잘 맞기 때문에 인기를 얻었다. 당시 메모리는 극도로 비쌌다. 24비트 색 깊이에서 1280 × 1024를 사용하면 3.75 MB의 비디오 램을 사용할 수 있었고, 당시 사용 가능했던 VRAM 칩 크기 (4 MB)와 잘 맞았다.
(1280 × 1024) 화소 × 24 비트/화소 ÷ 8 비트/바이트 ÷ 220 바이트/MB = 3.75 MB

### 1400 × 1050(SXGA+)
SXGA+는 슈퍼 확장 그래픽스 어레이 플러스의 약어로, 컴퓨터 디스플레이 표준이다. SXGA+ 디스플레이는 일반적으로 1400 × 1050 화소 해상도의 14인치 또는 15인치 노트북 LCD 화면에 사용된다. SXGA+ 디스플레이는 씽크패드 X60 및 X61 (둘 다 태블릿 전용)과 도시바 포르테제 M200 및 M400과 같은 소수의 12인치 노트북 화면에도 사용되지만, 이들은 훨씬 덜 흔하다. 14.1인치에서는 델이 Latitude C-시리즈 노트북 (예: C640)에 SXGA+를 많이 제공했으며, IBM은 씽크패드 T21부터 제공했다. 소니도 Z1 시리즈에 SXGA+를 사용했지만, 와이드스크린이 더 지배적이 되면서 더 이상 생산하지 않는다.
데스크톱 LCD에서 SXGA+는 일부 저가형 20인치 모니터에 사용되는 반면, 대부분의 20인치 LCD는 UXGA (표준 화면 비율) 또는 WSXGA+ (와이드스크린 비율)를 사용한다.

가로 및 세로 화소 수가 두 배인 희귀한 2800 × 2100 해상도는 QSXGA+로 알려져 있다.

### 1680 × 1050(WSXGA+)
WSXGA+는 와이드스크린 슈퍼 확장 그래픽스 어레이 플러스의 약어이다. WSXGA+ 디스플레이는 수많은 제조업체의 와이드스크린 20인치, 21인치, 22인치 LCD 모니터 (및 매우 적은 수의 19인치 와이드스크린 모니터)와 씽크패드 T61p, 후기 17인치 파워북 G4 및 유니바디 애플 15인치 맥북 프로와 같은 와이드스크린 15.4인치 및 17인치 노트북 LCD 화면에 흔히 사용되었다. 해상도는 1680 × 1050 화소 (1,764,000 화소)이며 16:10 가로세로비를 가진다.
WSXGA+는 SXGA+의 와이드스크린 버전이다. 그 다음으로 높은 (와이드스크린용) 해상도는 1920 × 1200 화소인 WUXGA이다.

### 1600 × 1200(UXGA)
UXGA (때로는 UGA)는 울트라 확장 그래픽스 어레이의 약어로, 1600 × 1200 화소 (총 1,920,000 화소)의 표준 모니터 해상도를 의미하며, 이는 SVGA (800 × 600)의 기본 이미지 해상도 (총 480,000 화소)의 정확히 4배이다. 델은 1,920,000 화소의 동일한 해상도를 UGA라고 부른다. 이는 일반적으로 SXGA (1280 × 960 또는 1280 × 1024)의 다음 단계로 간주되지만, 일부 해상도 (예: 이름 없는 1366 × 1024 및 1400 × 1050의 SXGA+)는 그 사이에 위치한다.
UXGA는 IBM 씽크패드 A21p, A30p, A31p, T42p, T43p, T60p, 델 인스피론 8000/8100/8200 및 래티튜드/프리시전 등가 모델, 일부 파나소닉 터프북 CF-51 모델, 그리고 오리지널 에일리언웨어 Area 51M 게이밍 노트북을 포함한 15인치 이상의 많은 풀스크린 모니터의 기본 해상도였다. 그러나 최근에는 UXGA가 노트북에서는 전혀 사용되지 않고, 20인치 및 21.3인치 크기로 제작된 데스크톱 모니터에서 사용된다. UXGA를 가진 일부 14인치 노트북 LCD (예: 델 인스피론 4100)도 존재했지만, 이들은 매우 드물다.
UXGA에는 두 가지 다른 와이드스크린 사촌이 있는데, 하나는 1600 × 768 (750)의 UWXGA이고 다른 하나는 1920 × 1200 해상도의 WUXGA이다.

### 1920 × 1200(WUXGA)
WUXGA는 와이드스크린 울트라 확장 그래픽스 어레이의 약어로, 16:10 화면 가로세로비의 1920 × 1200 화소 (2,304,000 화소) 디스플레이 해상도이다. UXGA의 와이드 버전이다. 일부 제조업체에서는 FHD (1920 × 1080) 다음으로 수직 방향에서 다음으로 큰 해상도이기 때문에 FHD+라고 부른다. WUXGA/FHD+는 16:9 가로세로비와 1280 × 720 (720p) 또는 1920 × 1080 (1080i 또는 1080p) 해상도를 사용하는 HDTV 콘텐츠를 시청하는 데 사용될 수 있다.
와이드스크린 텔레비전에 사용되는 16:9 가로세로비와 달리 16:10 가로세로비는 두 페이지의 텍스트를 나란히 표시하는 데 적합하기 때문에 선택되었다.
WUXGA 해상도는 총 2,304,000 화소를 가진다. 압축되지 않은 8 BPC RGB WUXGA의 한 프레임은 6.75 MiB (6.912 MB)이다. 처음에는 소니 GDM-FW900 및 휴렛-팩커드 A7217A (2003년 출시)와 같은 와이드스크린 CRT와 17인치 노트북에서 사용 가능했다. 대부분의 QXGA 디스플레이는 1920 × 1200을 지원한다. WUXGA는 화웨이 아너 X2 젬과 같은 일부 모바일 패블릿 장치에서도 사용 가능하다.
그 이전의 다음 낮은 표준 해상도 (와이드스크린용)는 1,764,000 화소 (WUXGA보다 30.61% 적음)인 WSXGA+이다. 그 다음 높은 해상도 와이드스크린은 이름 없는 2304 × 1440 해상도 (위 GDM-FW900 및 A7217A에서 지원됨)이며, 그 다음은 4,096,000 화소 (WUXGA보다 77.78% 많음)인 더 흔한 WQXGA이다.

### 2048 × 1152(QWXGA)
QWXGA (쿼드-WXGA 또는 쿼드 와이드 확장 그래픽스 어레이)는 16:9 가로세로비의 2048 × 1152 화소 디스플레이 해상도이다.
WXGA가 1366 × 768 또는 1280 × 800의 디스플레이 해상도를 가진다는 것을 출발점으로 삼는다면, WXGA의 4배 크기 디스플레이는 2732 × 1536 또는 2560 × 1600 화소를 가져야 하지만, 전자는 존재하지 않으며 후자는 WQXGA로 명명된다. 반대로, QWXGA (2048 × 1152)의 1/4은 1024 × 576 화소를 가지겠지만 이는 WSVGA로 명명된다.
몇몇 QWXGA LCD 모니터는 2009년에 23인치 및 27인치 디스플레이로 출시되었는데, 예를 들어 에이서 B233HU (23인치) 및 B273HU (27인치), 델 SP2309W, 삼성 2343BWX가 있다. 2011년 현재 대부분의 2048 × 1152 모니터는 단종되었으며, 2013년 현재 주요 제조업체 중 이 해상도를 가진 모니터를 생산하는 곳은 없다.

### 2048 × 1536(QXGA)
QXGA (쿼드-XGA 또는 쿼드 확장 그래픽스 어레이)는 XGA와 같은 4:3 가로세로비의 2048 × 1536 화소 디스플레이 해상도이다. 이 이름은 1024 × 768의 XGA 디스플레이보다 4배 많은 화소를 가졌다는 데서 유래한다.
이 해상도의 LCD의 예로는 IBM T210과 에이조 G33 및 R31 화면이 있지만, CRT 모니터에서는 이 해상도가 훨씬 흔하다. 소니 F520, 뷰소닉 G225fB, NEC FP2141SB 또는 미쓰비시 DP2070SB, 이야마 Vision Master Pro 514, 델 및 HP P1230 등이 그 예시이다. 이들 모니터 중 현재 생산되는 것은 없다.
관련 디스플레이 크기는 와이드스크린 버전인 WQXGA이다.
IDTech는 IBM 씽크패드 R50p에 사용된 15인치 QXGA IPS 패널을 제조했다. NEC는 2002년부터 2005년까지 일본 시장에 QXGA 화면을 가진 노트북을 판매했다.
아이패드 (3세대부터 6세대 및 미니 2)도 QXGA 디스플레이를 가진다.

### 2560 × 1600(WQXGA)
WQXGA (와이드 쿼드 확장 그래픽스 어레이)는 16:10 가로세로비의 2560 × 1600 화소 디스플레이 해상도이다. 이 이름은 "와이드 QXGA" (QXGA 2048 × 1536)를 의미하지만 실제로는 그렇지 않다. 대신 WQXGA는 WXGA (1280 × 800)보다 정확히 4배 많은 화소를 가지므로 "Quad-WXGA"라는 이름이 더 적합하지만 QWXGA는 2048 × 1152 화소로 정의된다.
일부 제조업체에서는 QHD+라고 부르며, QHD (2560 × 1440)를 지칭한다. (QHD+는 때때로 3200 × 1800 (QHD+) 해상도에도 사용된다.)
DVI를 사용하여 40 Hz보다 높은 수직 화면 재생 빈도를 얻으려면 듀얼 링크 DVI 케이블과 장치가 필요하다. 케이블 문제를 피하기 위해 모니터에는 적절한 듀얼 링크 케이블이 이미 연결되어 출하되는 경우가 있다. 많은 그래픽 카드가 이 해상도를 지원한다. 30인치 WQXGA 모니터의 독특한 기능 중 하나는 보완적인 가로세로비의 세 모니터 배열의 중심 및 주 디스플레이로 작동할 수 있다는 것이다. 양쪽에 두 개의 UXGA (1600 × 1200) 20인치 모니터를 수직으로 세운다. 해상도는 동일하며, 1600 해상도 가장자리의 크기는 10분의 1인치 이내로 (16인치 대 15.89999") 극한의 측면 치수, 작은 중앙 패널, 비대칭, 해상도 차이 또는 다른 세 모니터 조합의 차원 차이 없이 "그림 창 보기"를 제공한다. 결과적으로 4960 × 1600 합성 이미지는 3.1:1 가로세로비를 가진다. 이는 또한 세로 방향의 UXGA 20인치 모니터가 두 개의 30인치 WQXGA 모니터로 양쪽에 둘러싸여 11.85:3 (79:20, 3.95:1) 가로세로비를 가진 6320 × 1600 합성 이미지를 생성할 수도 있음을 의미한다.
초기 소비자 WQXGA 모니터는 2004년 6월 애플이 공개한 30인치 애플 시네마 디스플레이였다. 당시 소비자 하드웨어에서는 듀얼 링크 DVI가 흔하지 않았으므로, 애플은 엔비디아와 협력하여 두 개의 듀얼 링크 DVI 포트를 가진 특수 그래픽 카드를 개발하여 두 개의 30인치 애플 시네마 디스플레이를 동시에 사용할 수 있도록 했다. 이 그래픽 카드의 특성상 애드인 AGP 카드였기 때문에, 모니터는 애드인 카드를 설치할 수 있는 파워 맥 G5와 같은 데스크톱 컴퓨터에서만 사용할 수 있었고, 이러한 확장 기능이 부족한 노트북 컴퓨터에서는 즉시 사용할 수 없었다.
2009년 3월, 애플은 맥 미니와 아이맥과 같은 여러 매킨토시 컴퓨터를 미니 디스플레이포트 어댑터로 업데이트했다. 이를 통해 2560 × 1600 디스플레이에 외부 연결이 가능하다.
2010년, WQXGA는 정적 높이 화면 적용 시장을 겨냥한 소수의 홈 시어터 프로젝터에서 데뷔했다. 디지털 프로젝션 Inc와 projectiondesign은 기본 WQXGA 해상도를 가진 텍사스 인스트루먼트 DLP 칩 기반 모델을 출시하여, 아나모픽 렌즈 없이 1:2.35 이미지 투사를 달성할 필요성을 덜었다. 많은 제조업체가 WQXGA를 지원하는 27-30인치 모델을 보유하고 있지만, 동일한 크기의 저해상도 모니터보다 훨씬 높은 가격에 판매된다. 델 3007WFP-HC, 3008WFP, U3011, U3014, UP3017, 휴렛-팩커드 LP3065, 게이트웨이 XHD3000, LG W3000H, 삼성 305T와 같은 몇몇 주류 WQXGA 모니터는 30인치 디스플레이로 제공되거나 제공된 적이 있다. NEC, 에이조, 플래너 시스템즈, 바코 (LC-3001) 및 기타 전문 제조업체들도 유사한 모델을 제공한다. 2016년 현재, LG디스플레이는 델, NEC, HP, 레노버 및 이야마의 모니터에 사용되는 10비트 30인치 AH-IPS 패널을 광색역으로 생산한다.
2012년 11월에 출시된 구글의 넥서스 10은 WQXGA 해상도를 특징으로 하는 최초의 소비자 태블릿이다. 출시 전에는 태블릿에서 사용할 수 있는 최고 해상도는 애플 아이패드 3세대 및 4세대 장치에서 사용 가능했던 QXGA (2048 × 1536)였다. 삼성 갤럭시 태블릿 중에는 노트 10.1 (2014 에디션), 탭 S 8.4, 10.5 및 탭프로 8.4, 10.1 및 노트 프로 12.2, 그리고 기가셋 QV1030도 WQXGA 해상도 디스플레이를 특징으로 한다.
2012년 애플은 WQXGA 디스플레이를 특징으로 하는 레티나 디스플레이를 탑재한 13인치 맥북 프로를 출시했으며, 2018년에는 새로운 맥북 에어를 출시했다.
2019년에 출시된 LG 그램 17은 17인치 WQXGA 디스플레이를 사용한다.

### 2560 × 2048(QSXGA)
QSXGA (쿼드 슈퍼 확장 그래픽스 어레이)는 5:4 가로세로비의 2560 × 2048 화소 디스플레이 해상도이다. 주로 의료용으로 사용되는 2560 × 2048 해상도의 그레이스케일 모니터는 플래너 시스템즈 (돔 E5), 에이조 (라디포스 G51), 바코 (니오 5, MP), 와이드 (IF2105MP), IDTech (IAQS80F) 등에서 구할 수 있다.
바코 코로니스 퓨전 10MP 또는 NDS 돔 S10과 같은 최신 의료 디스플레이는 기본 패널 해상도가 4096 × 2560이다. 이들은 두 개의 듀얼 링크 DVI 또는 디스플레이포트 출력을 통해 구동된다. 하나의 듀얼 링크 DVI 또는 디스플레이포트만으로는 10 메가픽셀을 단독으로 표시할 수 없으므로, 두 개의 끊김 없는 가상 QSXGA 디스플레이로 간주될 수 있다. 뷰소닉 P225f와 같은 소수의 CRT 디스플레이는 적절한 그래픽 카드와 연결될 때 VGA를 통해 유사한 2560 × 1920 (4:3) 해상도를 지원했다.

### 2880 × 1800(WQXGA+)
WXGA+ 1440 × 900의 너비와 높이를 두 배로 늘려 화소 밀도를 높인 결과 WQXGA+가 탄생했다.

### 3200 × 2048(WQSXGA)
WQSXGA (와이드 쿼드 슈퍼 확장 그래픽스 어레이)는 25:16 (1.5625:1) 가로세로비를 가정할 때 최대 3200 × 2048 화소 해상도를 지원할 수 있는 디스플레이 표준을 설명한다. 바코의 코로니스 퓨전 6MP DL은 약간 더 넓은 3280 × 2048 (약 16:10)을 지원한다.

### 3200 × 2400(QUXGA)
QUXGA (쿼드 울트라 확장 그래픽스 어레이)는 4:3 가로세로비를 가정할 때 최대 3200 × 2400 화소 해상도를 지원할 수 있는 디스플레이 표준을 설명한다.

### 3840 × 2400(WQUXGA)
WQUXGA (와이드 쿼드 울트라 확장 그래픽스 어레이)는 3840 × 2400 화소 해상도를 지원하는 디스플레이 표준을 설명하며, 이는 16:10 가로세로비를 제공한다. 이 해상도는 1920 × 1200 화소 (WUXGA)의 정확히 4배이다.
일부 제조업체는 이 해상도를 UHD+라고 부르는데, 이는 UHD (3840 × 2160)에 비해 추가 라인이 있기 때문이다.
대부분의 디스플레이 카드는 DVI 커넥터를 통해 3840 × 2400 해상도를 지원할 수 있다. 그러나 최대 화면 재생 빈도는 모니터에 연결된 DVI 링크 수에 따라 제한된다. 다양한 타일 구성에서 모니터를 구동하기 위해 1개, 2개 또는 4개의 DVI 커넥터가 사용된다. IBM T221-DG5 및 IDTech MD22292B5만이 외부 변환기를 통해 듀얼 링크 DVI 포트 사용을 지원한다. 이러한 모니터를 사용하는 많은 시스템은 모니터로 비디오를 전송하기 위해 최소 두 개의 DVI 커넥터를 사용한다. 이러한 DVI 커넥터는 동일한 그래픽 카드, 다른 그래픽 카드 또는 심지어 다른 컴퓨터에서 올 수 있다. DVI 링크가 동기화되지 않으면 타일 경계를 가로지르는 움직임이 화면 깨짐을 보일 수 있다. 디스플레이 패널은 0 Hz에서 41 Hz (IBM T221-DG5, -DGP 및 IDTech MD22292B5의 경우 48 Hz) 사이의 속도로 업데이트될 수 있다. 비디오 신호의 화면 재생 빈도는 41 Hz (또는 48 Hz)보다 높을 수 있지만, 그래픽 카드에서 그렇게 하더라도 모니터는 디스플레이를 더 빠르게 업데이트하지 않는다.
2001년 6월, WQUXGA는 IDTech가 제작한 LCD 패널을 사용하여 IBM T220 LCD 모니터에 도입되었다. WQUXGA 해상도를 지원하는 LCD 디스플레이에는 IBM T220, IBM T221, 이야마 AQU5611DTBK, 뷰소닉 VP2290, ADTX MD22292B, IDTech MD22292 (모델 B0, B1, B2, B5, C0, C2) 등이 있다. IDTech는 ADTX, IBM, 이야마, 뷰소닉에 이 모니터를 판매한 원래 장비 제조업체였다. 그러나 WQUXGA 모니터 (IBM, 뷰소닉, 이야마, ADTX) 중 현재 생산되는 것은 없다. 이들은 그래픽 전문가가 사용하는 고급 디스플레이보다 훨씬 높은 가격을 가졌으며, 낮은 화면 재생 빈도 (41 Hz 및 48 Hz)로 인해 많은 응용 프로그램에 매력이 떨어졌다.

## 비체계적인 해상도
| H (px) | V (px) | H:V 0  | H × V (Mpx) | 용도           |
| ------ | ------ | ------ | ----------- | -------------- |
| 1136   | 640    | 16∶9   | 0.727       | Apple          |
| 1334   | 750    | 16∶9   | 1.000       | Apple          |
| 1792   | 828    | 19.5:9 | 1.484       | Apple          |
| 2160   | 1080   | 2∶1    | 2.333       | Android        |
| 2220   | 1080   | 18½∶9  | 2.400       | Android        |
| 2280   | 1080   | 2.10∶1 | 2.462       | Android        |
| 2340   | 1080   | 19.5:9 | 2.527       | Android, Apple |
| 2400   | 1080   | 20∶9   | 2.592       | Android        |
| 2436   | 1125   | 19.5:9 | 2.741       | Apple          |
| 2532   | 1170   | 19.5:9 | 2.962       | Apple          |
| 2556   | 1179   | 19.5:9 | 3.014       | Apple          |
| 2688   | 1242   | 19.5:9 | 3.338       | Apple          |
| 2778   | 1284   | 19.5:9 | 3.567       | Apple          |
| 2796   | 1290   | 19.5:9 | 3.607       | Apple          |
| 2960   | 1440   | 18½∶9  | 4.262       | Android        |
| 3040   | 1440   | 2.10∶1 | 4.378       | Android        |
| 3120   | 1440   | 19.5:9 | 4.493       | Android        |

일부 하드웨어 장치, 특히 스마트폰은 디스플레이에 비표준 해상도를 사용한다. 그러나 이들의 가로세로비 또는 한 치수는 종종 표준 중 하나에서 파생된다. 많은 장치는 구부러진 모서리, 둥근 모서리, 노치 또는 센서용 아일랜드를 가지고 있어 일부 화소가 보이지 않거나 사용되지 않을 수 있다.
아이폰 및 아이팟 터치 제품에서 몇 년 동안 9 cm 또는 3.5인치 화면 대각선으로 VGA 기반 3:2 해상도 HVGA (480 × 320) 및 "레티나" DVGA (960 × 640)를 사용한 후, 애플은 화면 크기 전반에 걸쳐 일관된 화소 밀도를 제공하기 위해 16:9 가로세로비를 채택하면서 더 이국적인 변형을 사용하기 시작했다. 먼저 10 cm 또는 4인치 화면에 아이폰 5(c/s) 및 SE 1세대와 함께 1136 × 640을 사용했으며, 나중에는 12 cm 또는 4.7인치 화면에 아이폰 6 (s)/7/8 및 SE 2세대/3세대와 함께 1메가픽셀 해상도인 1334 × 750을 사용했고, 14 cm 또는 5.5인치 화면을 가진 장치는 아이폰 6 (s)/7/8 플러스와 함께 표준 1920 × 1080을 사용했다.
이전 모델의 화소 밀도를 유지하면서, 아이폰 X (s) 및 11 프로는 15 cm 또는 5.8인치 화면에 2436 × 1125 해상도를 도입했으며, 아이폰 XS 맥스 및 11 프로 맥스는 17 cm 또는 6.5인치 화면에 (노치 포함) 약 13∶6 또는 마케팅용으로 19.5∶9의 가로세로비로 2688 × 1242 해상도를 도입했다.
후속 애플 스마트폰 및 패블릿은 해당 가로세로비를 유지했지만 화면 크기를 약간 늘리고 화소 밀도를 거의 일정하게 유지했다. 그 결과 해상도는 6으로 나누어떨어지는 더 긴 변과 거의 반올림되지 않은 더 짧은 변을 가진다.
1792 × 828 (아이폰 11, Xr),

2532 × 1170 (12/13 (프로), 14),
2556 × 1179 (14 (프로), 15 프로),

2778 × 1284 (12/13 프로 맥스, 14 플러스),
2796 × 1290 (14/15 프로 맥스, 15 플러스).
안드로이드 휴대폰과 초광폭 19.5∶9 해상도를 공유하는 유일한 애플 스마트폰 모델은 2340 × 1080의 아이폰 12/13 미니였다.
다른 제조업체들도 삼성의 다양한 "인피니티" 디스플레이와 같이 불규칙한 디스플레이 해상도와 가로세로비를 가진 휴대폰을 출시했다. 갤럭시 S8/S9 및 A8/A9)의 해상도는 2960 × 1440 및 2220 × 1080이며, 가로세로비는 37∶18 = 18½∶9이다.
2160 × 1080은 2018년 이후 많은 스마트폰에서 사용되는 해상도이다. 18:9의 가로세로비를 가지며, 유니비시움 영화 형식과 일치한다.
다른 휴대폰은 3040 × 1440 (예: S10) 및 2280 × 1080 (S10e)과 같은 해상도로 19:9 가로세로비를 특징으로 한다.
아이폰과 동일한 19.5∶9 가로세로비를 가진 더 넓은 해상도는 3120 × 1440 (예: S24+) 또는 2340 × 1080 (포코 M3)이다.
일부 휴대폰은 2400 × 1080 (예: S10 라이트) 및 3200 × 1440 (예: S20)와 같은 해상도로 약 20:9 가로세로비를 가진다.
폴더블 디스플레이를 가진 휴대폰, 예를 들어 삼성 갤럭시 Z 시리즈는 일반적으로 비체계적인 해상도와 가로세로비를 가지며, 이는 긴 가장자리를 따라 접었을 때 대략 정사각형 (폴드)이거나 작은 가장자리를 따라 접었을 때 극도로 길다 (플립).
일부 항공 교통 관제 모니터는 1:1 가로세로비의 2048 × 2048 해상도 디스플레이를 사용하며, 생산성 작업을 주로 대상으로 하는 1920 × 1920 해상도의 유사 소비자 모니터도 사용 가능하다.

## 같이 보기
- 도트피치
- 일반적인 디스플레이 해상도 목록
- 화소 밀도
- 울트라와이드 (비디오 형식 및 디스플레이의 역사 및 비교에 대한 내용은 더 넓어지고 있다)